# Zambrów
Zambrów (wymowaⓘ) – miasto w północno-wschodniej Polsce, w województwie podlaskim,  nad rzeką Jabłonką, siedziba powiatu zambrowskiego. Zambrów leży na historycznym Mazowszu, na trasie Warszawa – Białystok.
Miasto królewskie Korony Królestwa Polskiego w województwie mazowieckim.
Według danych GUS z 1 stycznia 2024 r. Zambrów liczył 20 848 mieszkańców.

## Położenie

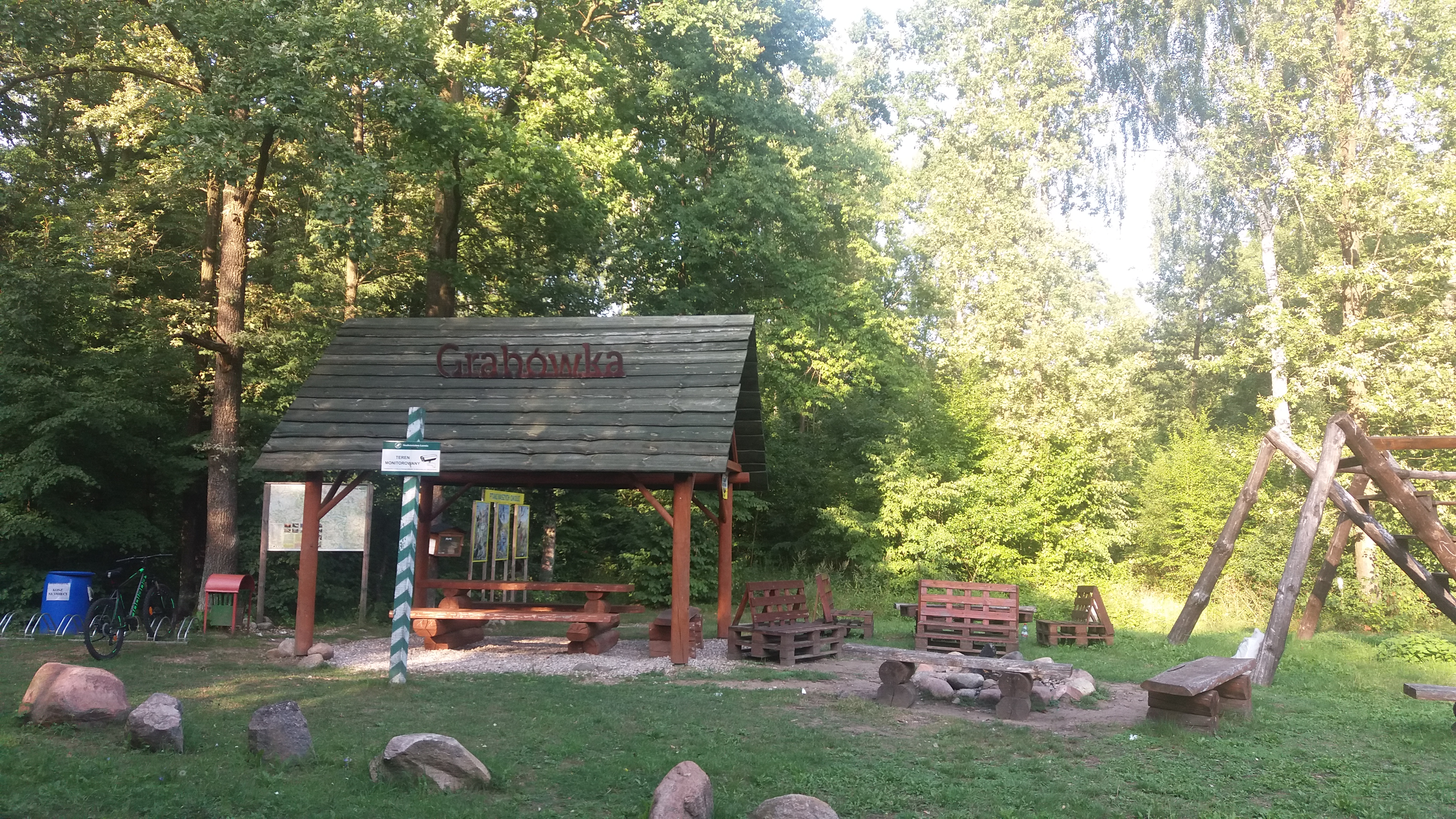
Rezerwat przyrody Grabówka

Zambrów leży w zachodniej części Niziny Północnopodlaskiej na Wysoczyźnie Wysokomazowieckiej. Teren jest lekko falisty i wznosi się 115–133 m n.p.m. Według Wł. Szafera, B. Pawłowskiego jest to prowincja Niżowo – Wyżynna Środkowoeuropejska, w której dominują lasy liściaste i mieszane z udziałem dębów, grabów, lip drobnolistnych.
Na wschód od miasta w odległości 3,5 km leży kompleks leśny „Grabówka”, który jest przykładem lasu naturalnego pochodzenia reprezentującego zespół grądu. Dlatego w 1996 utworzono tu Rezerwat przyrody Grabówka na powierzchni 60,80 ha.
W rezerwacie dominuje grab w wieku 70 lat i dąb szypułkowy odznaczający się dorodnością. W północnej części kompleksu rośnie dużo starych ponad stuletnich dębów, a także osiki, brzoza brodawkowata oraz lipy. Warstwy krzewów tworzą: jarzębiny, lipy, leszczyny, głóg jednoszyjkowy, kalina, kruszyna. W warstwie ziół wiosną dominuje zawilec gajowy, a latem gwiazdnica wielkokwiatowa, kopytnik pospolity, jaskier kaszubski, fiołek leśny, gnieźnik leśny.
W 2013 roku Zambrów miał obszar 19,02 km², w tym:
- użytki rolne: 76%
- użytki leśne: 2%.

Miasto stanowi 2,59% powierzchni powiatu.
W latach 1975–1998 miasto administracyjnie należało do województwa łomżyńskiego.

### Podział administracyjny
Zambrów składa się z 9 osiedli i 2 sołectw.
Od południowego wschodu bezpośrednio graniczy z Wolą Zambrowską, a od północnego zachodu z miejscowością Nagórki-Jabłoń.

## Warunki naturalne

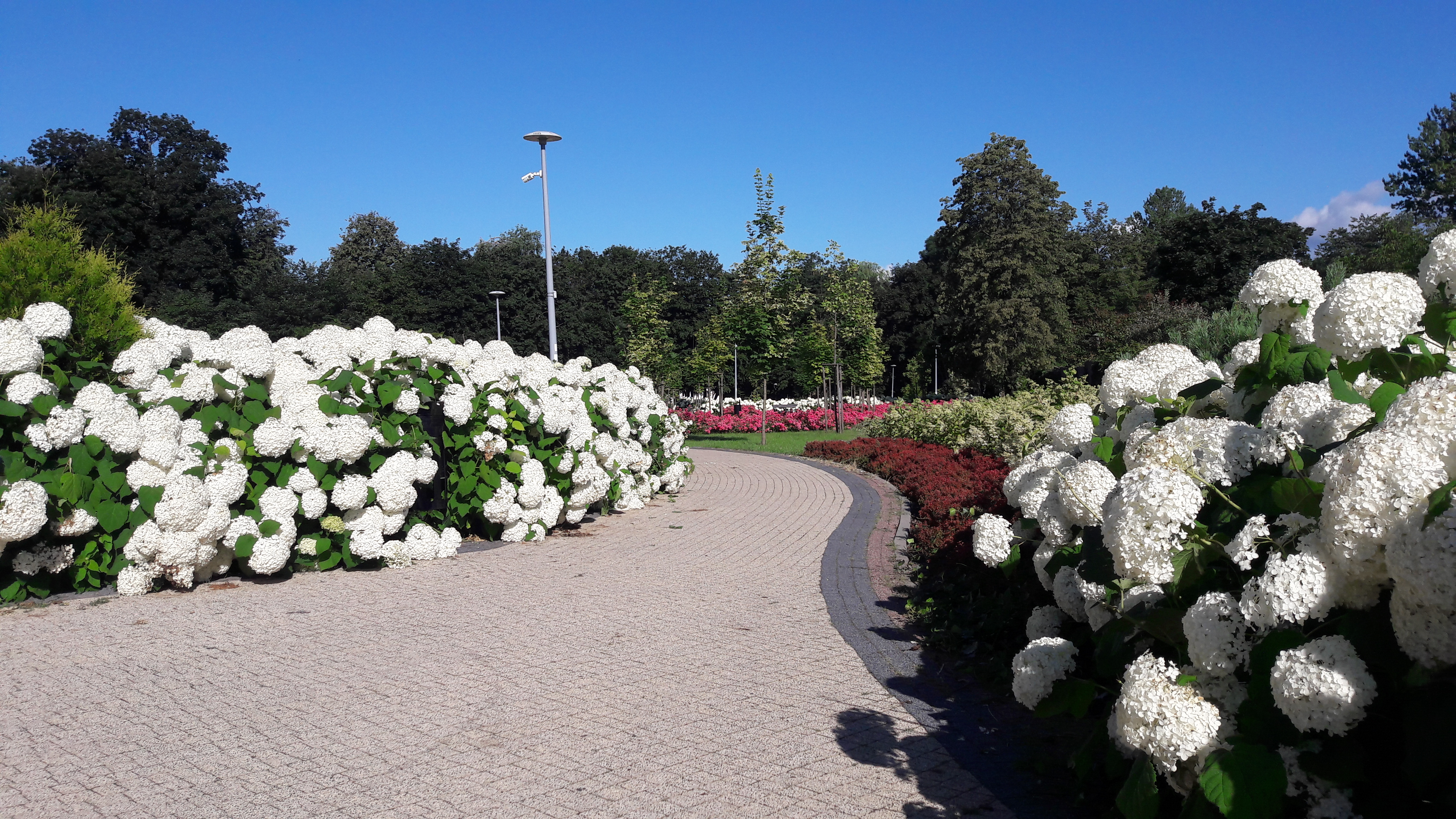
Kwiaty w Parku Miejskim Księży Lasek

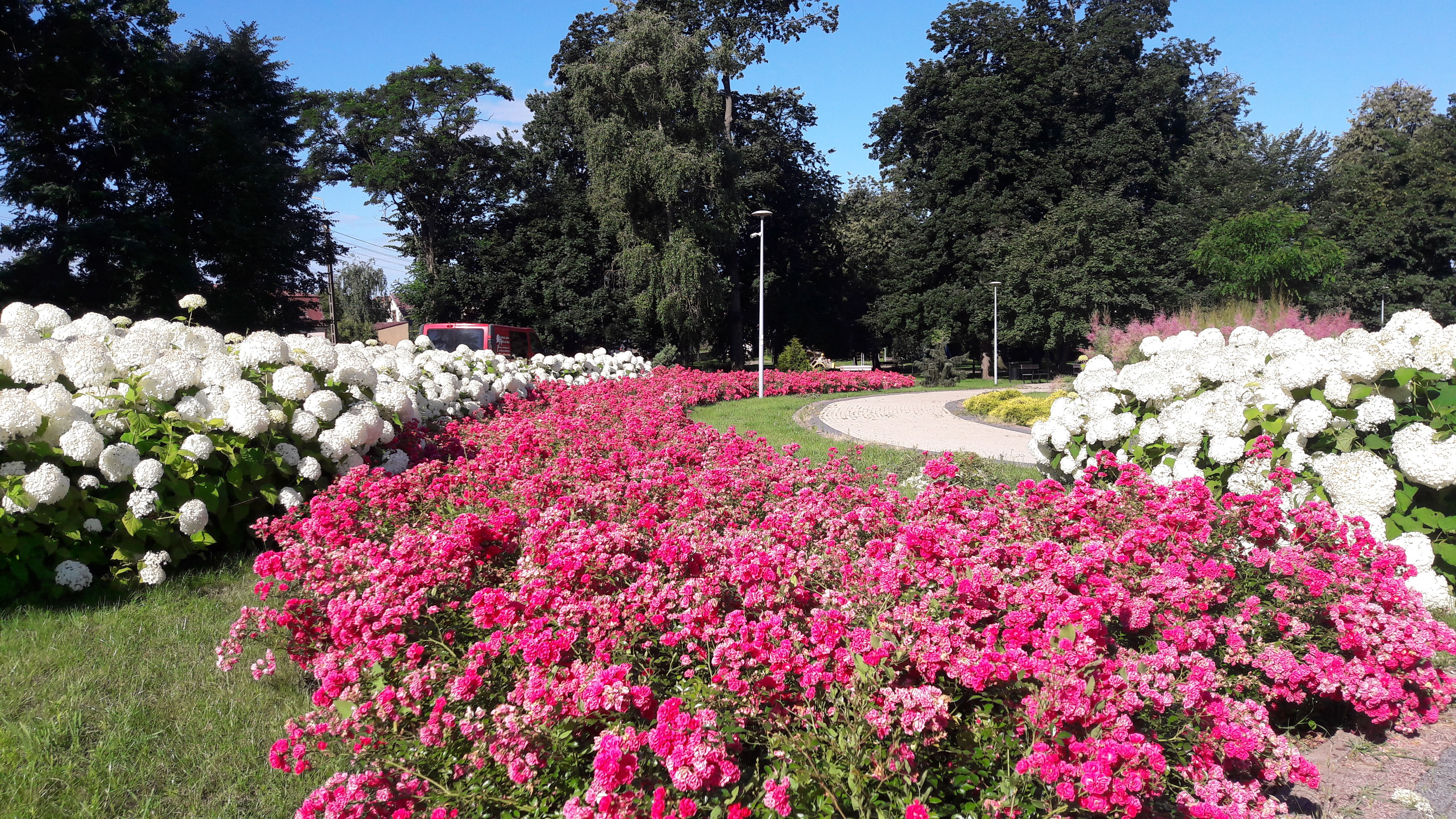
Kwiaty w Parku Miejskim Księży Lasek

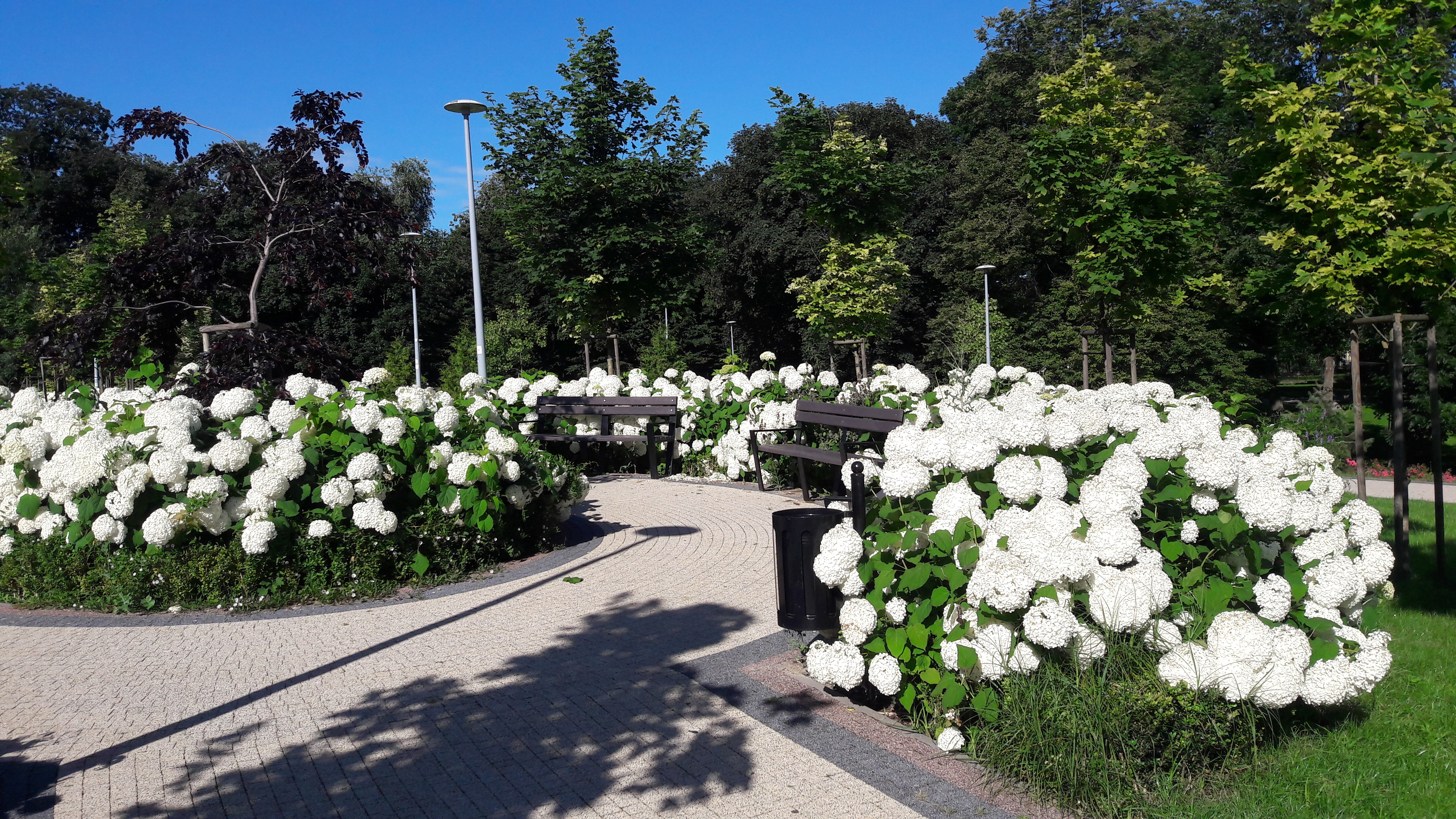
Kwiaty w Parku Miejskim Księży Lasek

### Klimat
Według Okołowicza, Zambrów znajduje się w strefie klimatu umiarkowanego ciepłego przejściowego, a według klasyfikacji Köppena leży w strefie wilgotnego klimatu kontynentalnego podtypu o ciepłym lecie (Dfb).

## Demografia
Wykres liczby ludności miasta Zambrowa od 1564 roku:
Źródła
Dane z 31 grudnia 2013
| Opis                              | Ogółem   | Ogółem   | Kobiety | Kobiety | Mężczyźni | Mężczyźni |
| --------------------------------- | -------- | -------- | ------- | ------- | --------- | --------- |
| jednostka                         | osób     | %        | osób    | %       | osób      | %         |
| populacja                         | 22 451   | 100      | 11 641  | 51,85   | 10 810    | 48,15     |
| powierzchnia                      | 19 km²   | 19 km²   | 19 km²  | 19 km²  | 19 km²    | 19 km²    |
| gęstość zaludnienia (mieszk./km²) | 1 181,63 | 1 181,63 | 612,68  | 612,68  | 568,95    | 568,95    |

30 czerwca 2015 r. miasto liczyło 22 186 mieszkańców.

## Historia

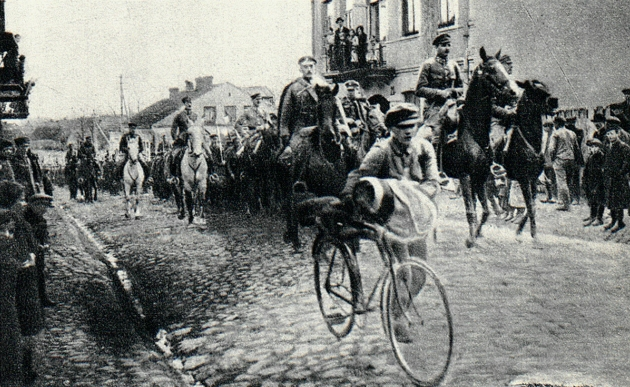
Wejście 1 Pułku Piechoty Legionów Polskich do Zambrowa. Na czele kpt. Leopold Lis-Kula, listopad 1916

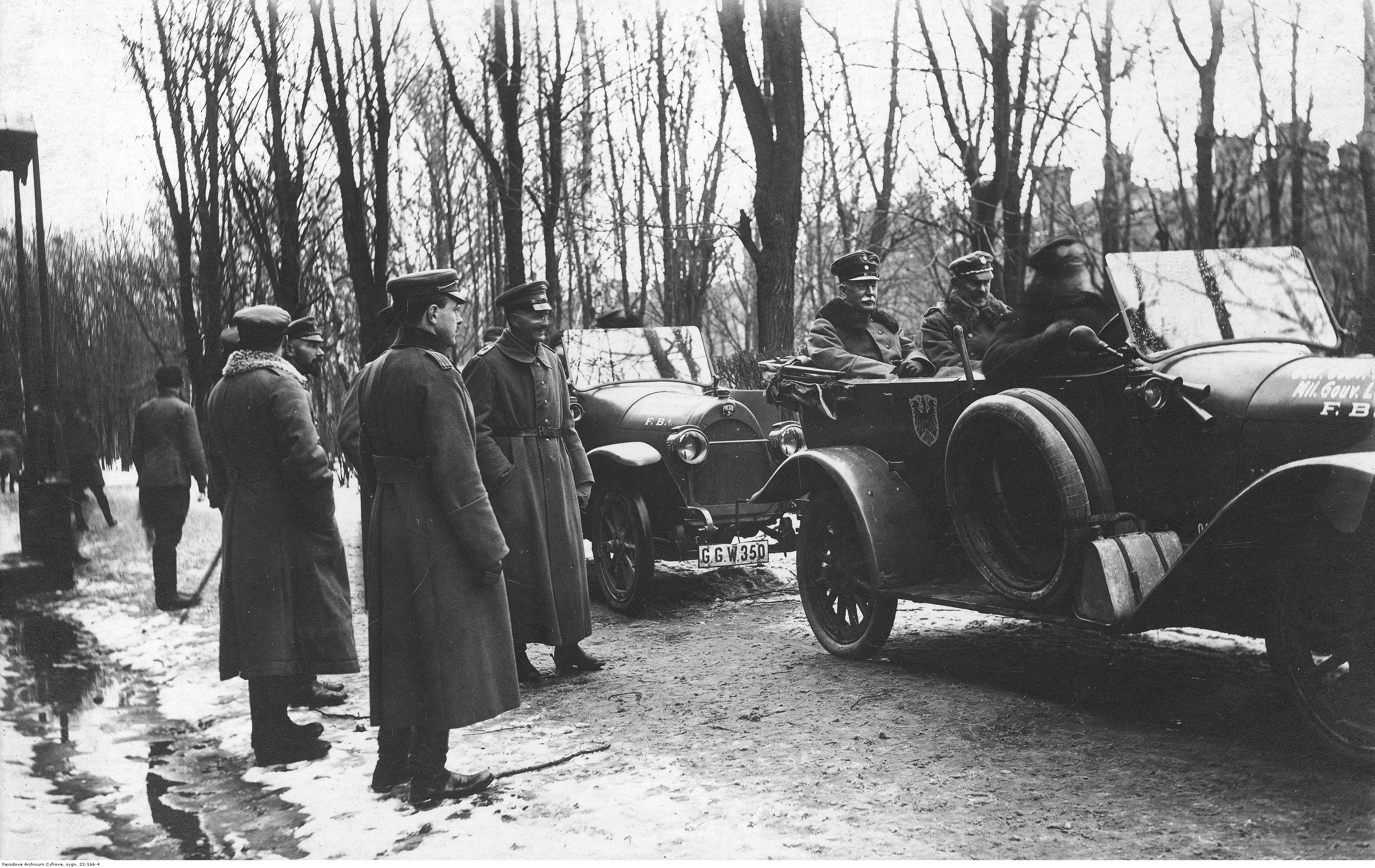
Inspekcja wojsk I Brygady Legionów Polskich przeprowadzana przez generała Felixa von Bartha i pułkownika Stanisława Szeptyckiego w Zambrowie, 13 stycznia 1917

### Nazwa miasta
Nazwa miasta pochodzi od staropolskiego rzeczownika „ząbr” i oznacza „miejsce pobytu żubrów”, co wiąże się z wizerunkiem głowy żubra w herbie miasta.

### Od założenia do rozbiorów Polski
Pierwsze wzmianki o Zambrowie pochodzą z XIII w. – 4 maja 1283 r. erygowano parafię pw. św. Trójcy.
Zambrów – początkowo własność książąt mazowieckich – przed 1430 r. prawa miejskie chełmińskie, a w 1538 król Zygmunt Stary je potwierdził. Po przyłączeniu Mazowsza do Korony stał się miastem królewskim. W wyniku ukształtowania nowej struktury administracyjnej północno-wschodniego Mazowsza, został siedzibą władz powiatu (jednego z czterech tworzących dawną ziemię łomżyńską) i był nią w latach 1443–1795. Rozkwit miasta nastąpił na przełomie XV i XVI wieku. Kiedy w 1538 roku król Zygmunt Stary potwierdził prawa miejskie, Zambrów stanowił lokalne centrum handlu i rzemiosła. Podczas najazdu szwedzkiego w XVII wieku miasto zostało zniszczone.
2 marca 1656 roku w Zambrowie wydano manifest, w którym żołnierze dywizji Aleksandra Koniecpolskiego oświadczyli, że porzucili służbę u króla szwedzkiego Karola X Gustawa na wieść o oblężeniu Jasnej Góry i wracają na służbę Jana Kazimierza.

### Okres zaborów
W 1795 roku, po III rozbiorze Polski, Zambrów znalazł się przejściowo pod zaborem pruskim, a w 1807 roku był częścią Księstwa Warszawskiego i od 1815 – Królestwa Polskiego pod zaborem rosyjskim.
W czasie powstania listopadowego (1830-1831) i styczniowego (1863-1864) w okolicach Zambrowa toczyły się ciężkie walki z carską armią zaborcy rosyjskiego.

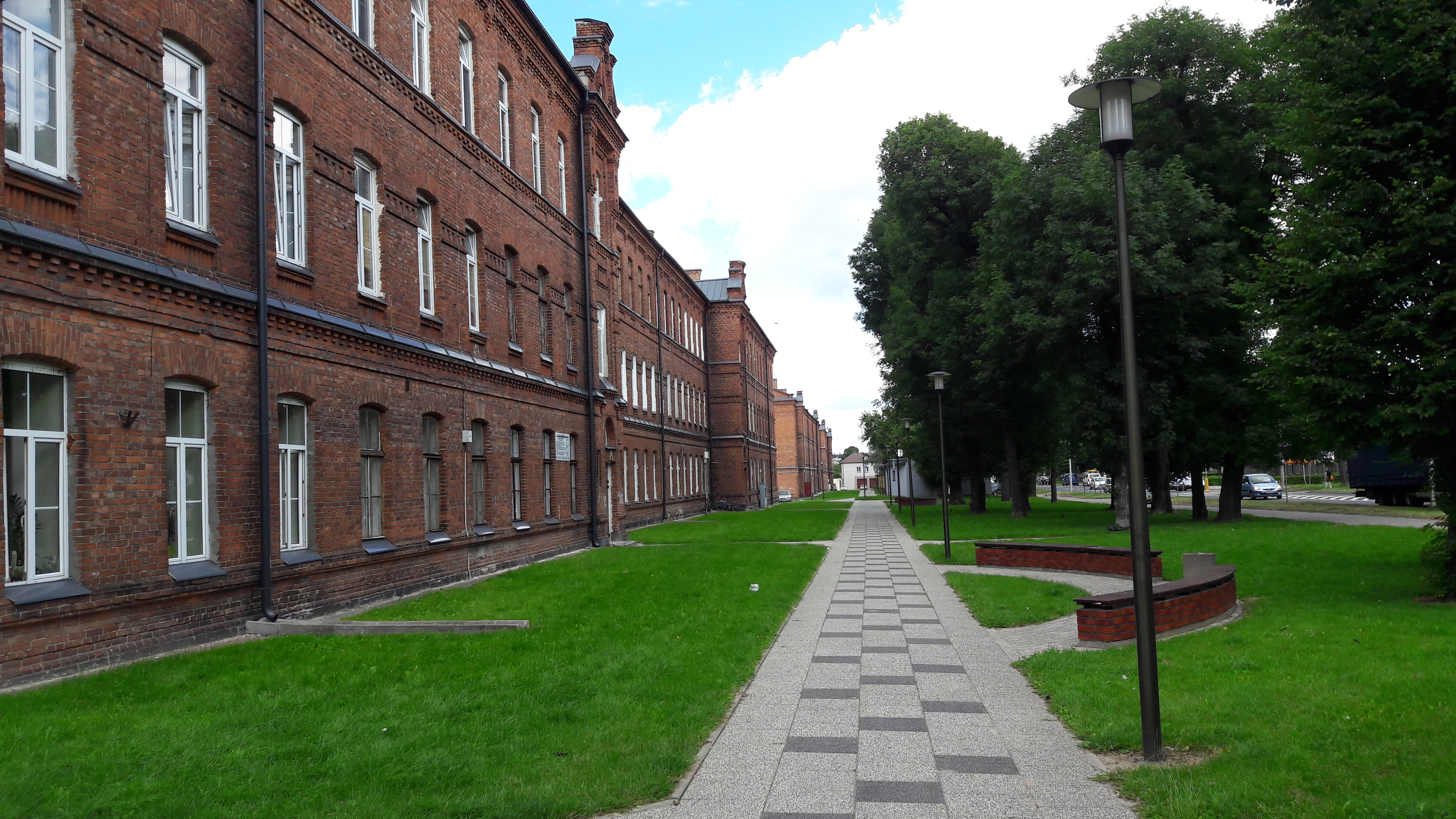
Budynki zespołu koszar wzdłuż Al. Wojska Polskiego

W wyniku carskiej reformy administracyjnej Zambrów utracił prawa miejskie w 1870 r. (jako element represji po upadku powstania styczniowego), które odzyskał decyzją rządu polskiego w 1919 roku, czyli już po odzyskaniu niepodległości. 
Znaczące ożywienie gospodarcze i rozwój podupadłego nieco Zambrowa przyniosła budowa koszar. W latach 1885 – 1894, w południowej części miasta wzniesiono jeden z najokazalszych kompleksów koszarowych w zachodniej części ówczesnego Imperium Rosyjskiego, w którym stacjonowały dwa pułki piechoty. Znaczna część mieszkańców miasta, w tym wielu Żydów, znalazło zatrudnienie przy budowie obiektu, później zaś pracowało na rzecz garnizonu.
W 1895 roku w Zambrowie miał miejsce wielki pożar, w wyniku którego spłonęła synagoga, domy modlitwy, a także około 400 domów i sklepów żydowskich. Miasto jednak dość szybko odbudowało się, zaś w miejscu niewielkich domków przy rynku, a także w obrębie ulicy Ostrowskiej, Łomżyńskiej, Białostockiej i Kościelnej wznoszono nowe, murowane, dwupiętrowe budynki, dzięki czemu Zambrów nabrał bardziej miejskiego charakteru. Kolejny wielki pożar miał miejsce w maju 1910 roku, kiedy to zniszczonych zostało blisko 500 budynków znajdujących się w rejonie ulicy Kościelnej, należących w większości do Żydów, polska część miasta tym razem nie ucierpiała zbytnio.
Na początku XX wieku w Zambrowie działały liczne polskie i żydowskie partie polityczne, m.in. PPS, Narodowa Demokracja i Bund, a także organizacje syjonistyczne. W 1906 roku utworzone zostało koło Polskiej Macierzy Szkolnej, pod auspicjami której przez pewien okres działała ochronka, czytelnia, biblioteka i szkoła początkowa. W 1911 roku w mieście powstały dwa Towarzystwa Pożyczkowo-Oszczędnościowe  – polskie i żydowskie.

### I wojna światowa i odrodzona Rzeczpospolita Polska
W czasie I wojny światowej, w 1915 roku Zambrów stał się azylem dla setek uchodźców z terenów, na których prowadzone były działania wojenne, m.in. z Grajewa, Jedwabnego, Nowogrodu i Ostrołęki. Wojska zaborcy rosyjskiego opuściły Zambrów, a miasto znalazło się pod okupacją niemiecką do 1918 roku.
W 1920 roku, podczas wojny polsko-bolszewickiej, oddziały gen. Edwarda Rydza-Śmigłego wykonujące zadania pościgowe odbiły Zambrów.
W dawnych carskich koszarach stacjonowali żołnierze polscy. Po okresie stagnacji, na początku lat 20. XX wieku odrodziły się polskie partie polityczne, spośród których duże poparcie znalazły Chrześcijański Związek Jedności Narodowej Chrześcijański Związek Jedności Narodowej i PSL „Wyzwolenie”. W mieście działały także liczne żydowskie partie polityczne, wśród których znaczącą pozycję zajmowały organizacje syjonistyczne. Żydowscy mieszkańcy miasta brali czynny udział w życiu politycznym, społecznym i gospodarczym ośrodka, uczestnicząc m.in. w wyborach do rady miasta, tworząc i prowadząc liczne instytucje oświatowe oraz organizacje społeczne. W miastach działało kilkanaście szkół polskich i żydowskich, a także dwie szkoły wojskowe.
W 1939 r. Zambrów zamieszkiwało 7500 osób (w tym ok. 50% stanowiła ludność żydowska).
Od końca XIX w. rozwój Zambrowa był związany z wojskiem. W tym czasie powstał w południowej części osady duży kompleks koszarowy. W okresie II Rzeczypospolitej zambrowski garnizon był jednym z większych w kraju. Stacjonował w nim m.in.: 71 Pułk Piechoty.
Na terenie Zambrowa istniały w tym czasie dwie szkoły wojskowe:
- Szkoła Podchorążych Rezerwy Piechoty
- Mazowiecka Szkoła Podchorążych Rezerwy Artylerii im. Józefa Bema.

### Lata II wojny światowej
Podczas kampanii wrześniowej, 10–13 września 1939 w rejonie Zambrowa walki z siłami niemieckimi (XIX Korpus Pancerny gen. Guderiana) toczyła 18 Dywizja Piechoty Wojska Polskiego, dowodzona przez płk. Stefana Kosseckiego. Znaczna przewaga wojskowa wroga spowodowała kapitulację dywizji, której pozostali żołnierze (kilka tysięcy ludzi z 33, 71 i 42 pułku piechoty 18 DP), zostali spędzeni na plac ćwiczebny koszar wojskowych w Zambrowie. W nocy z 13 na 14 września doszło do masakry polskich jeńców, gdy Niemcy ostrzelali ich z karabinów maszynowych po tym, jak polscy żołnierze podrywali się z miejsc aby uniknąć stratowania przez spłoszone konie. Zginęło przy tym 200 żołnierzy polskich, a dalszych 100 zostało rannych.
Na mocy paktu Ribbentrop-Mołotow Zambrów znalazł się pod koniec września 1939 pod okupacją sowiecką, we włączonym do Sowieckiej Białorusi obwodzie białostockim. Zarządzono wybory do władz Zachodniej Białorusi. Nastąpiły masowe deportacje Polaków w głąb ZSRR. Postawiono tam pomnik Lenina i Stalina (zburzony w 1941). Po agresji Niemiec na ZSRR w 1941, Zambrów znajdował się do 1944 pod okupacją niemiecką. Od sierpnia 1941 roku do stycznia 1943 roku w Zambrowie znajdowało się getto – obóz przejściowy dla Żydów, działały także obozy dla jeńców wojennych i robotników przymusowych. Po likwidacji getta w styczniu 1943 roku jego mieszkańcy zostali wysłani do obozu zagłady w Auschwitz. Żydzi z zambrowskiego getta w czasie wielkich mrozów zostali wywiezieni chłopskimi furmankami (podstawionymi z nakazu władz okupacyjnych), na stację kolejową do Czyżewa, a stamtąd do obozów śmierci.

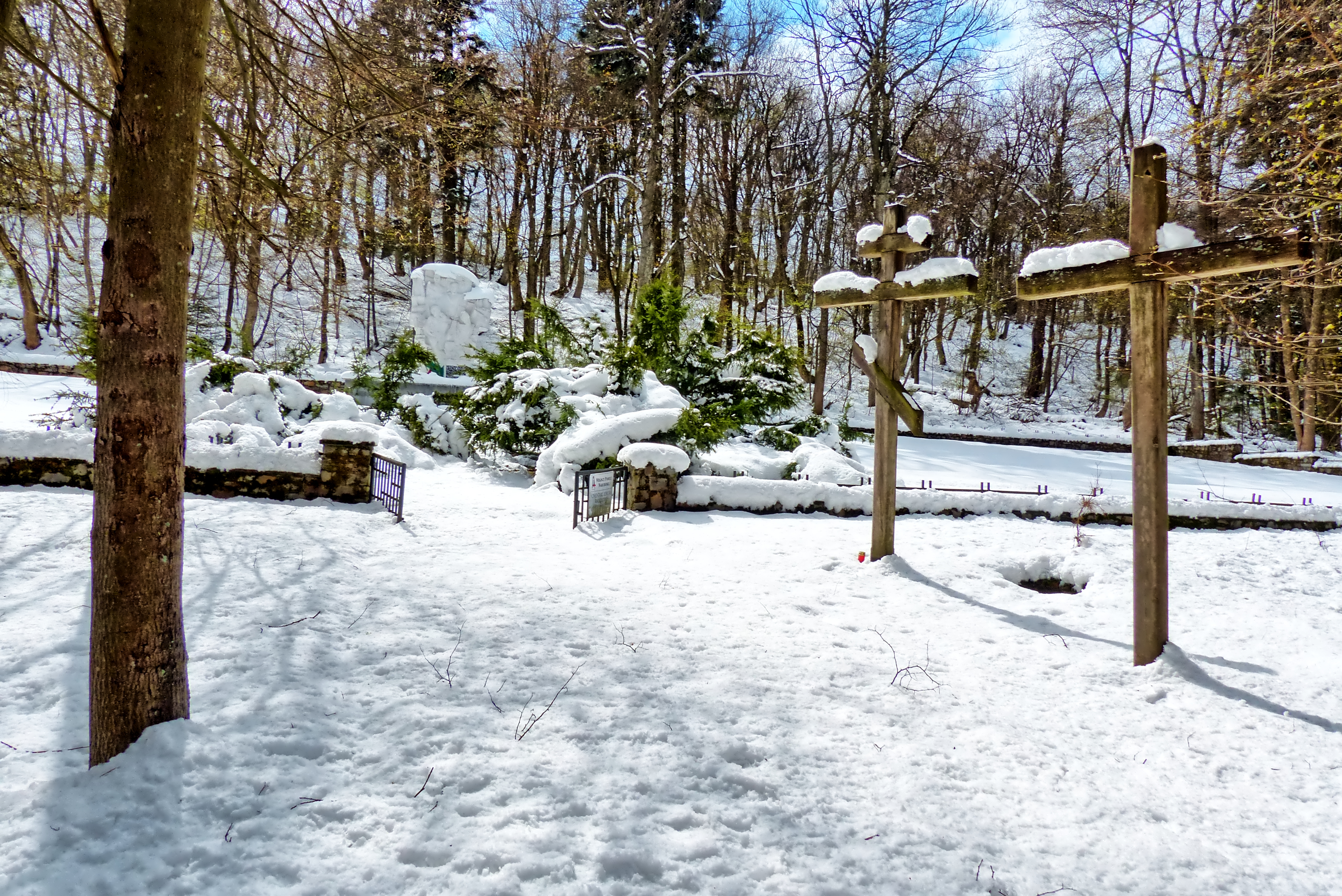
Cmentarz Jeńców Radzieckich z okresu II Wojny Światowej

Po napaści Niemiec na Związek Radziecki 22 czerwca 1941 r. i włączeniu Zambrowa do Rzeszy, utworzono obóz dla jeńców radzieckich, istniejący od jesieni 1941 r., w którym z głodu, chorób i bestialskiego traktowania życie straciło ok. 12 000 żołnierzy. W 1943 r. na terenie zambrowskich koszar istniał także obóz dla ok. 3000 jeńców włoskich. Ich los był podobny do losu żołnierzy radzieckich – prawie wszyscy zginęli. W mieście funkcjonowały także obozy pracy.
Miasto zostało zdobyte w sierpniu 1944 r. przez oddziały 3 armii II Frontu Białoruskiego (poległych w walce o miasto upamiętnił pomnik wzniesiony przy ul. Kościelnej).

### Po II wojnie światowej

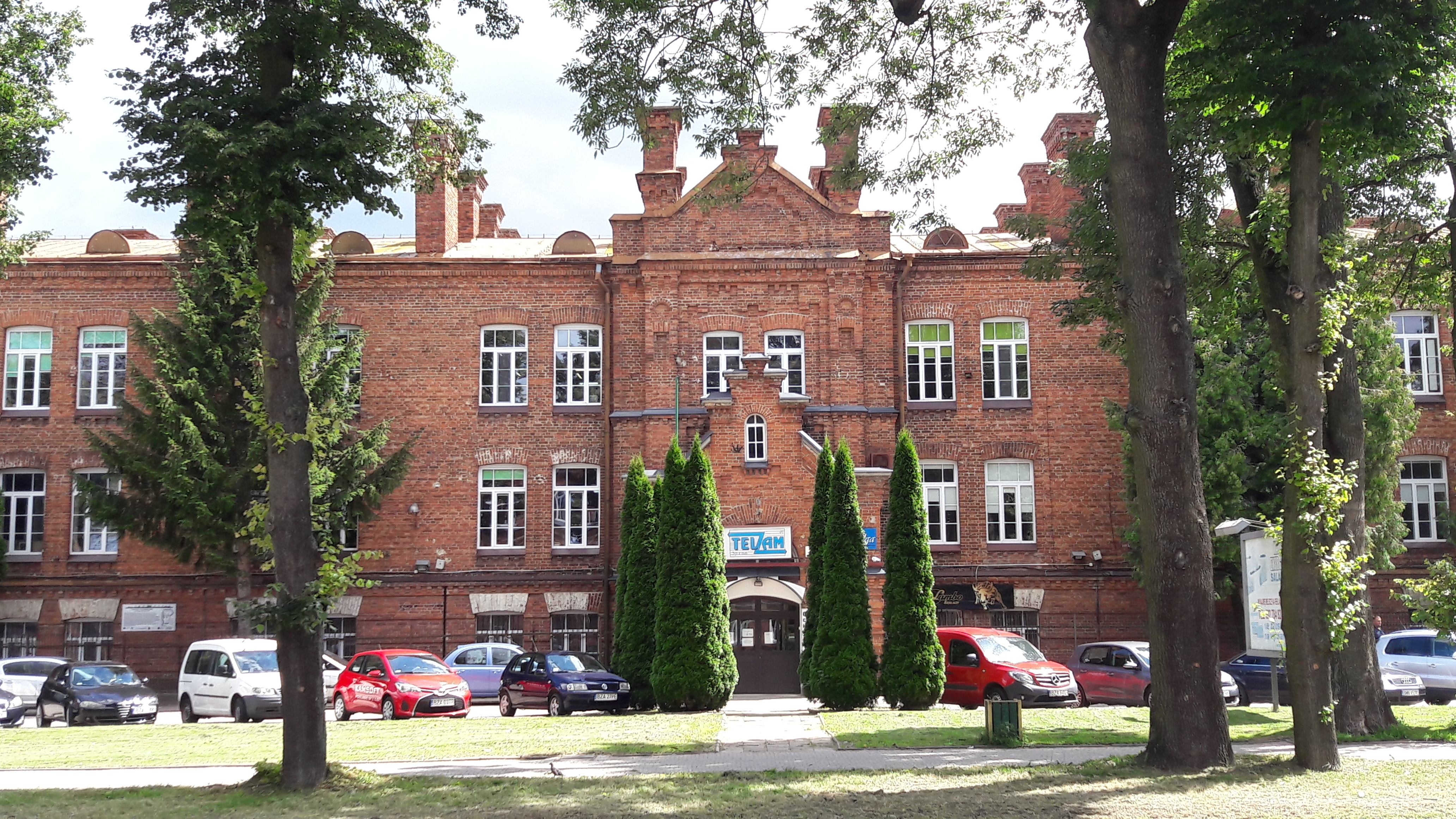
Dawne koszary w Zambrowie

W 1946 roku Zambrów liczył 4130 mieszkańców. Zniszczenia wojenne szacowano na ok. 43%. Zaczęto odbudowę miasta. W 1954 roku uruchomiono zakłady przemysłu bawełnianego, zatrudniające przeszło 3000 osób. Była to jedna z większych inwestycji w północno-wschodniej Polsce.
Do 1954 roku miejscowość była siedzibą gminy Długobórz.

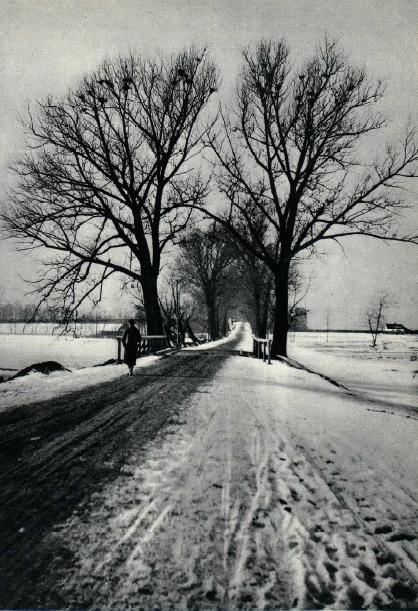
Okolice Zambrowa

W latach 1954–1975 miasto było siedzibą powiatu. W tym okresie nastąpił szybki rozwój miasta. Powstało wiele zakładów przemysłowych, rozwinęło się przetwórstwo rolno-spożywcze i baza usługowa. Przemysł, skoncentrowany głównie w koszarowej części miasta, w obrębie Al. Wojska Polskiego i ulic Fabryczna, Mazowiecka, Grunwaldzka dawał pracę tysiącom mieszkańców Zambrowa i okolic. Główny zakład, zwany kombinatem, to Zambrowskie Zakłady Przemysłu Bawełnianego imienia Rewolucji Październikowej (nazwa przetrwała do zmiany ustroju), zatrudniał ponad 3 tys. osób, głównie kobiet. W latach 70. powstały dwie filie zakładów przemysłowych z Warszawy i okolic: Państwowe Zakłady Teletransmisyjne (tzw. Teletransmisja) i Zakłady Mechaniczno-Precyzyjne MERA-BŁONIE (produkowały podzespoły do drukarek igłowych oraz termostaty do samochodów osobowych – polskiego Fiata, ale głównie do radzieckiej Łady). Oba zatrudniały po ok. 300–400 osób. Skończyły żywot po zmianie ustroju: zakłady teletransmisyjne kupił hiszpański ALCATEL, a Błonie utraciło rynki zbytu w krajach socjalistycznych i upadło. W mieście funkcjonował też POM – Państwowy Ośrodek Maszynowy (głównie na potrzeby rolnictwa) oraz Okręgowa Spółdzielnia Mleczarska ze stuletnią tradycją (dziś niesamodzielna część grajewskiego Mlekpolu). Te zakłady także zatrudniały po kilkaset osób. Przy przedsiębiorstwach funkcjonowały przyzakładowe szkoły zawodowe, które kształciły młodzież w zawodach potrzebnych przemysłowi: ślusarz, tokarz, tkacz itp.
Jesienią 1980 roku w zambrowskich przedsiębiorstwach i instytucjach zaczęły powstawać ogniwa NSZZ „Solidarność”, które skupiły się w powołanym do życia w końcu 1980 r. Oddziale NSZZ „Solidarność” Regionu Mazowsze. Po wprowadzeniu stanu wojennego 13 grudnia 1981 r. pięciu działaczy Związku zostało internowanych i osadzonych w więzieniu w Suwałkach. Zwolniono ich w 1982 roku. W latach 80. XX w. działalność opozycyjna w Zambrowie skupiona była głównie wokół Lecha Feszlera, Eugeniusza Łomocińskiego, Krystyny Podolskiej i Marka Rutkowskiego. Częściowo działalność ta była prowadzona także w ramach lokalnych struktur Klubu Inteligencji Katolickiej oraz Towarzystwa Przyjaciół Powściągliwości i Pracy. W ramach tego ostatniego 4 grudnia 1988 powołano Komisję Założycielską Komitetu Odbudowy Pomnika Powstania Styczniowego, zburzonego w 1940 po rok wcześniejszym wcieleniu Zambrowa do ZSRR.
Aktywność opozycyjna młodzieży w końcu lat 80. skupiona była głównie wokół działalności IV Zambrowskiej Drużyny Harcerzy im. Andrzeja Małkowskiego oraz lokalnych struktur Federacji Młodzieży Walczącej, a następnie Niezależnego Ruchu Solidarności Młodych.
Działająca w Zambrowie opozycja wiosną 1989 roku skupiła się w ramach Komitetu Obywatelskiego „Solidarność. Jej sukcesem było wybranie kandydata KO „Solidarność” Marka Rutkowskiego posłem w wyborach w czerwcu 1989 oraz zwycięstwo w wyborach samorządowych w maju 1990 roku.

### Lata 90. XX wieku
Wraz z upadkiem socjalizmu, w ciągu kilku lat po roku 1989 wszystkie firmy stworzone w czasach PRL upadły (z wyjątkiem OSM) i skończył się okres przemysłowego prosperity. Przemysł przetwórstwa spożywczego to Przetwórnia Owocowo-Warzywna przy ul. Magazynowej, która po zmianach i przekształceniach funkcjonuje nadal. Zambrów utraciwszy przemysł i miejsca pracy przestał przyciągać ludzi z okolic, mieszkańcy miasta sami musieli emigrować w poszukiwaniu pracy. Kurczenie się miejsc pracy w przemyśle i sytuację na rynku pracy dodatkowo pogorszyła likwidacja jednostki wojskowej w pobliskim Czerwonym Borze (lata 90. XX w.), gdzie przy wojsku funkcjonowały małe usługi jak kantyna, pralnia, przedszkole. Kolejne miejsca pracy Zambrów utracił w roku 2005, kiedy zlikwidowano zambrowski Oddział Zakładu Ubezpieczeń Społecznych obsługujący teren byłego województwa łomżyńskiego, obniżając poziom jednostki do rangi inspektoratu podległego oddziałowi w Białymstoku.

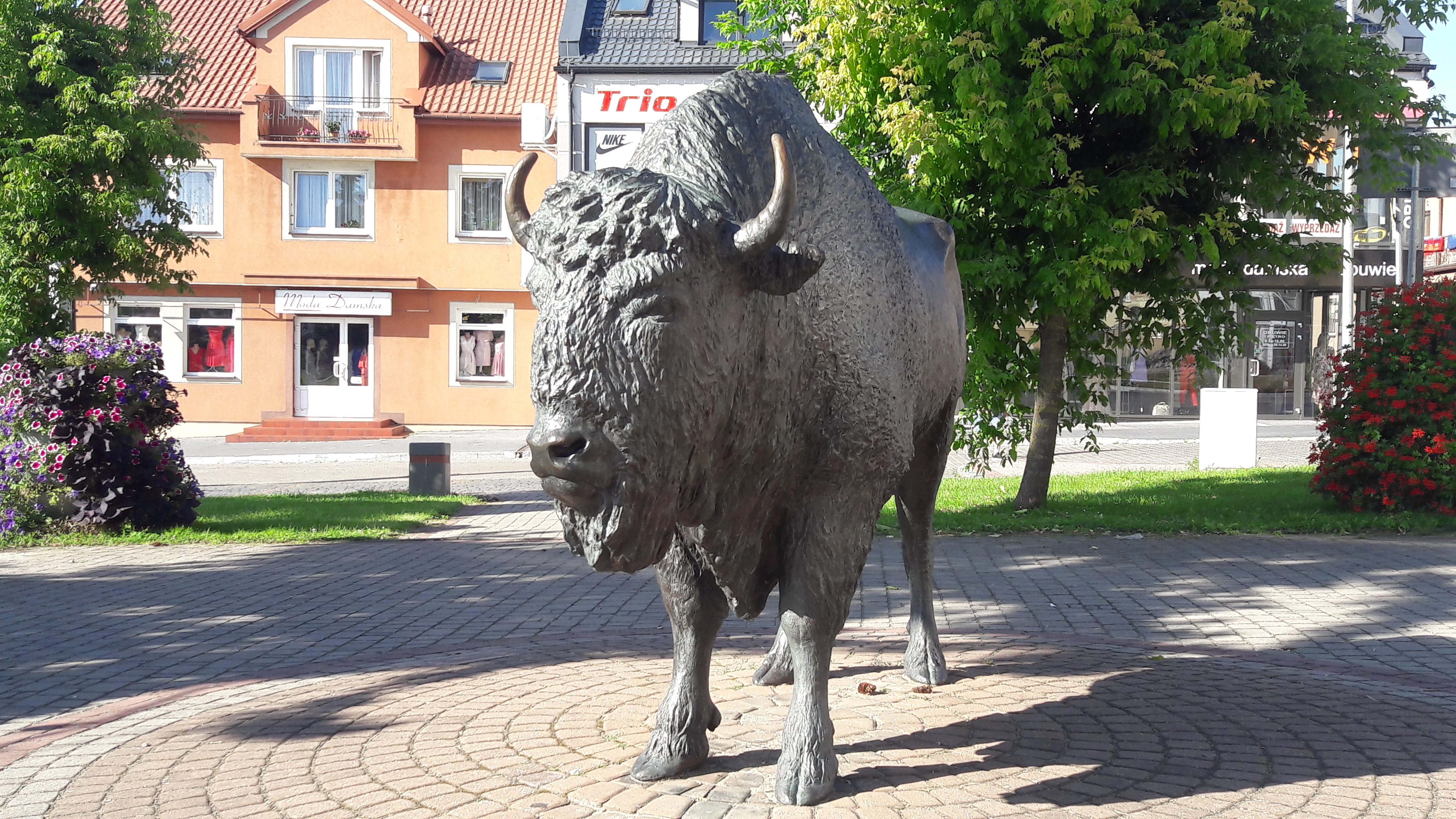
Pomnik żubra Zambrusia – źródłosłowu nazwy miasta

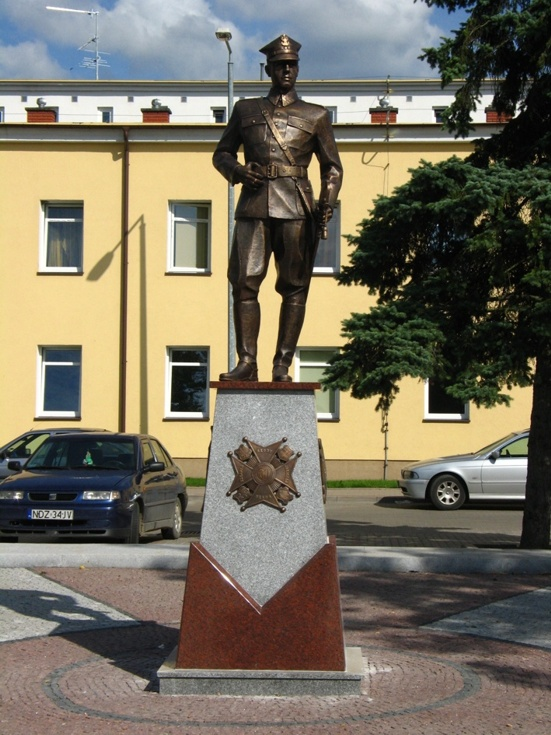
Pomnik Oficera Wojska Polskiego

W 1991 nastąpił podział miasta i gminy na dwie odrębne jednostki administracyjne: miasto Zambrów i gminę Zambrów. Miasto spełnia od tego czasu rolę centrum administracyjnego, handlowego, gospodarczego i usługowego dla okolicznych gmin.
Od 1 stycznia 1999 roku Zambrów po raz kolejny stał się siedzibą powiatu.
Dzisiaj Zambrów jest znaczącym ośrodkiem handlu, gdzie okoliczna ludność przyjeżdża na zakupy. W podzambrowskim Laskowcu funkcjonują powstałe już w XXI w. duże zakłady produkcji okien – Dobroplast, dziś należący do koncernu szwajcarskiego „AFG”. Z drugiej strony miasta, między wsiami Wądołki, a Ostrożne ulokowała się tłocznia gazu. Przy drodze do Czyżewa, w okolicach zwanych przez starych zambrowiaków „strzelnicą”, w ostatnich latach powstały niewielkie zakłady: Polski Asfalt, zakład produkcji sprzętu medycznego Balton, firma Inter-Tech ze sprzętem typu podnośniki, ładowarki.

Panorama rynku w Zambrowie

## Gospodarka

### Tereny inwestycyjne
Zambrów jest pierwszym miastem w kraju, które zawarło umowę na unijną dotację z Programu „Rozwój Polski Wschodniej” i zakończyło sukcesem ten projekt. W południowej części Zambrowa (ulice: Sitarska, Targowa, Strzelnicza) znajdują się tereny inwestycyjne o powierzchni 32,9 ha przeznaczone pod innowacyjne inwestycje produkcyjne. Grunt został uzbrojony w media, powstały drogi. Teren jest objęty zwolnieniami w podatkach.

### Przedsiębiorstwa

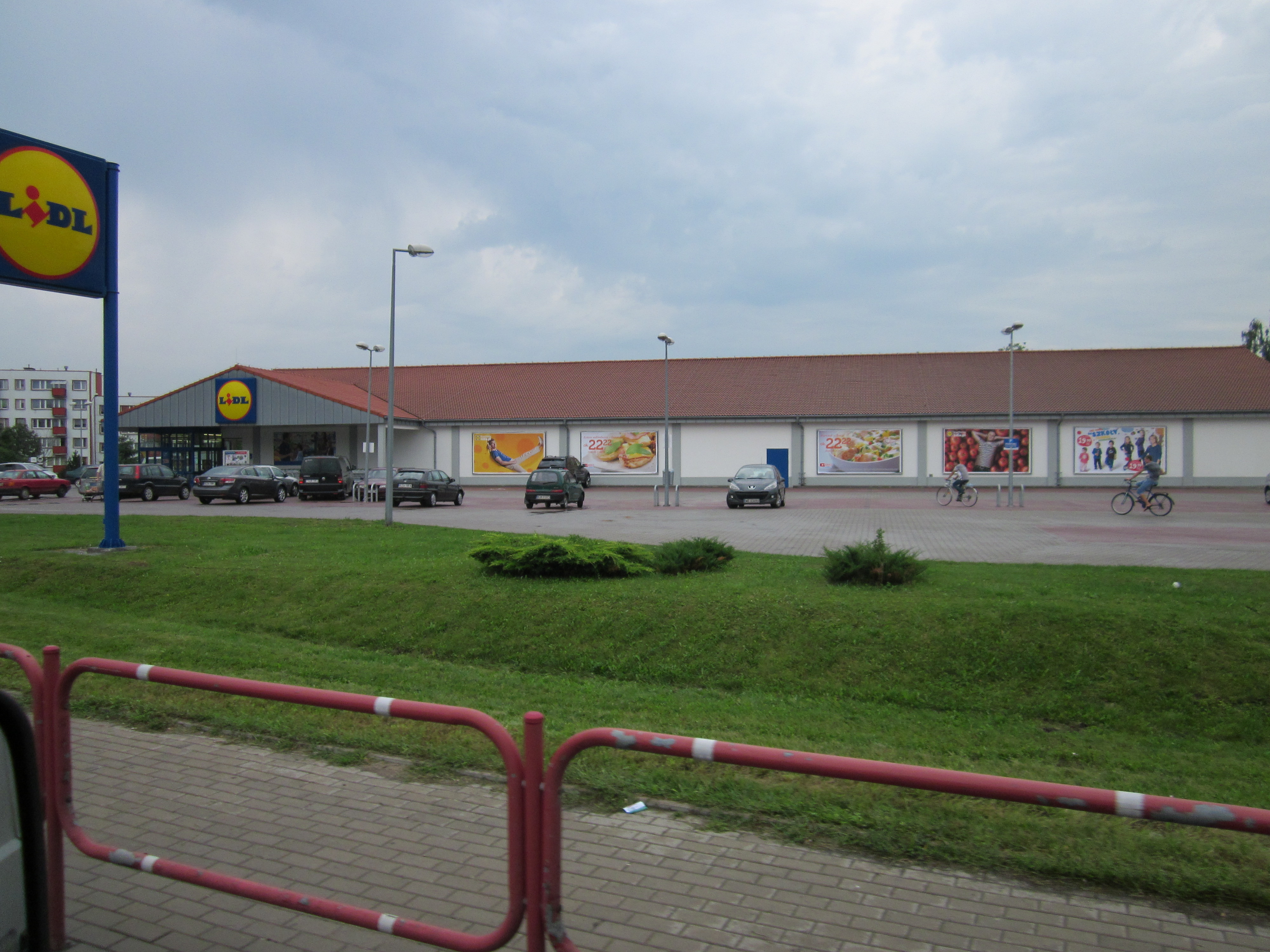
Supermarket Lidl w Zambrowie

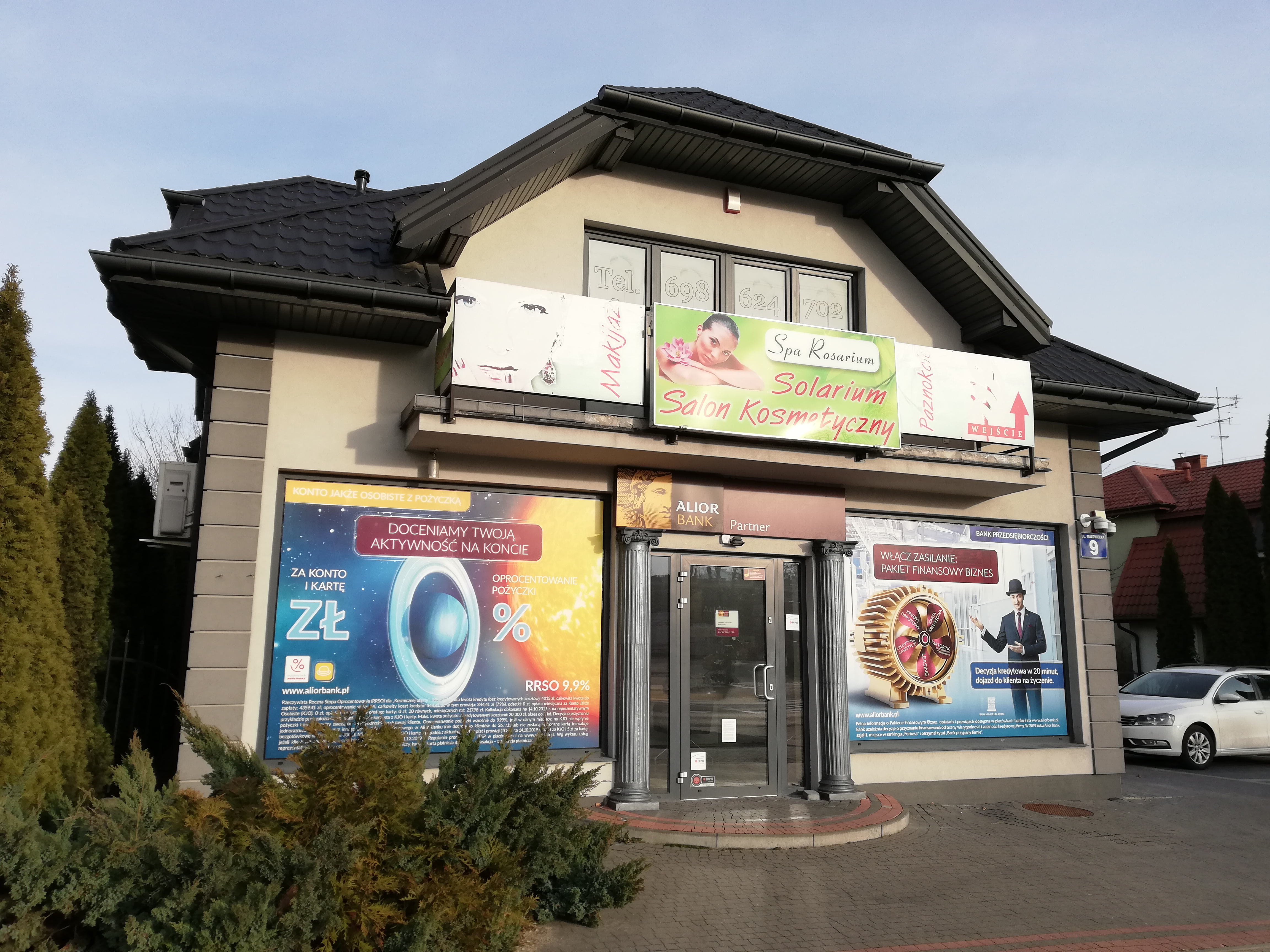
Domek z kolumnami w Zambrowie mieszczący Alior Bank

- Zakład Spółdzielni Mleczarskiej MLEKPOL
- Zambrowski Park Przemysłowy (m.in. Keylite RW Polska Sp. z o.o., OKNOREX Sp.k., TEFIM Sp. z o.o.)

### Instytucje
- Zakład Ubezpieczeń Społecznych
- Kasa Rolniczego Ubezpieczenia Społecznego
- Miejski Ośrodek Kultury
- Agencja Restrukturyzacji i Modernizacji Rolnictwa
- Fundacja na Rzecz Rozwoju Polskiego Rolnictwa
- Powiatowy Inspektorat Nadzoru Budowlanego
- Miejski Ośrodek Pomocy Społecznej
- ODR Zambrów
- Powiatowe Centrum Pomocy Rodzinie
- Poradnia Psychologiczno-Pedagogiczna
- Powiatowy Inspektorat Weterynarii
- Powiatowy Zarząd Dróg
- SANEPID
- Powiatowy Urząd Pracy

## Transport

### Transport drogowy
Przez miasto przebiegają drogi:
- S8E67  Droga ekspresowa S8 (E67): granica państwa – Kudowa-Zdrój – Wrocław – Warszawa – Białystok – Budzisko – granica państwa
- 63 Droga krajowa nr 63: granica państwa – Perły – Giżycko – Pisz – Łomża – Zambrów – Siedlce – Radzyń Podlaski – Sławatycze – granica państwa
- 66 Droga krajowa nr 66: Zambrów – Bielsk Podlaski – Połowce – granica państwa

Dodatkowo z Zambrowa można dojechać do miejscowości:
- Wola Zambrowska (ulicą Wolską bądź też ulicą Kulbata)
- Wądołki-Bućki, Grzymały
- Cieciorki, Gać i Gronostaje-Puszcza
- Wola Zambrzycka i Szczodruchy
- Kołaki Kościelne (jadąc na Białystok i w Wiśniewie zjeżdżając na Ćwikły-Krajewo albo w Gosiach Małych na Kołaki)
- Grabówka

#### Ronda w Zambrowie

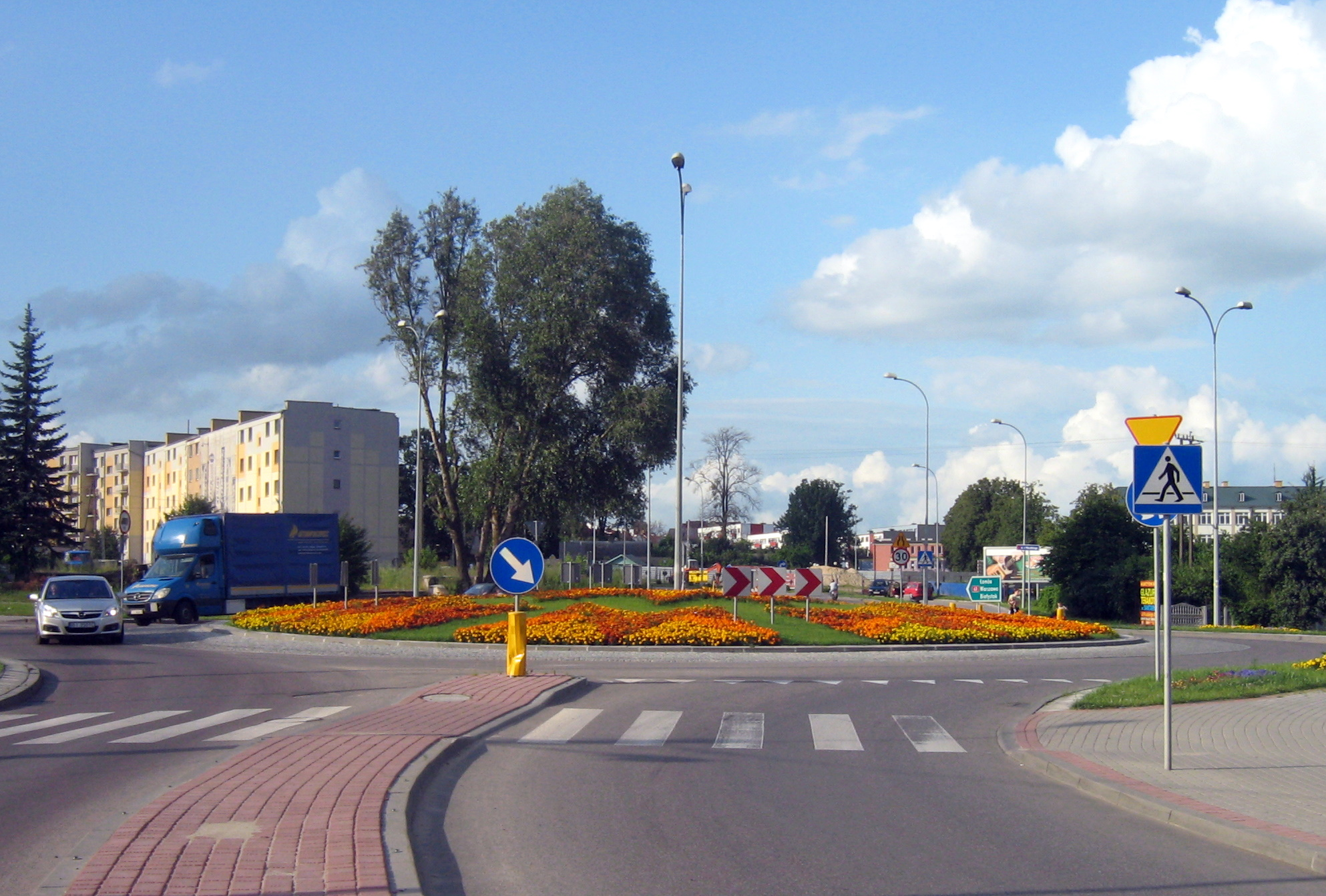
Rondo w Zambrowie na drodze krajowej nr 63

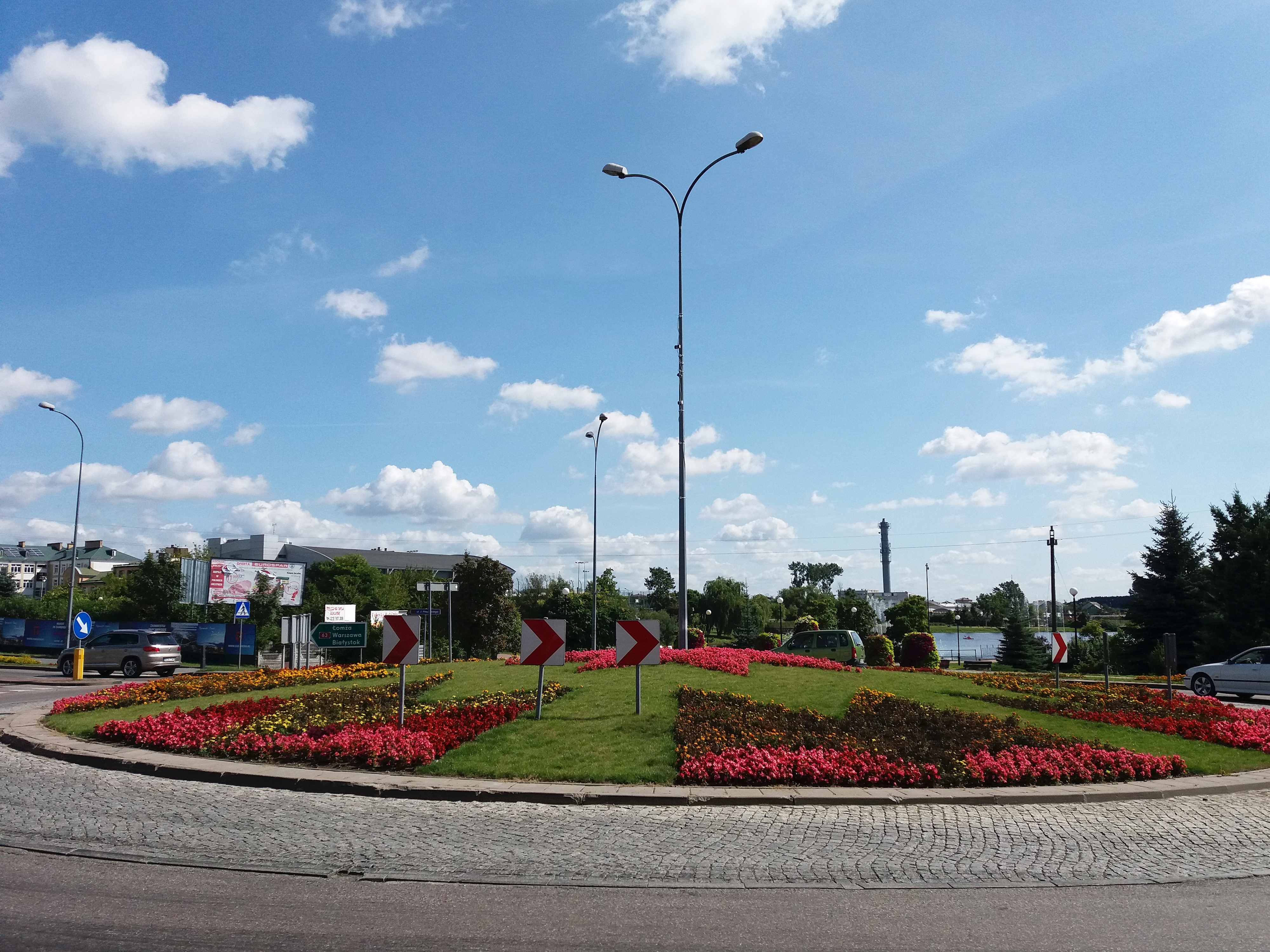
Rondo Dmowskiego w Zambrowie

Na terenie miasta zlokalizowanych jest 7 rond:
- Zesłańców Sybiru (skrzyżowanie ulic Białostockiej, Bema i Papieża Jana Pawła II)
- Romana Dmowskiego (skrzyżowanie ulic Świętokrzyskiej i Piłsudskiego)
- Mazowieckiej Szkoły Podchorążych Rezerwy Artylerii (skrzyżowanie ulic Kościuszki, Mazowieckiej i Milenijnej)
- płk. Romana Borzęckiego (przy ul. Mazowieckiej i 71 Pułku Piechoty)
- skrzyżowanie ulicy Ostrowskiej z drogą dojazdową do S-8 węzeł Zambrów Zachód
- im. ppłk. Adama Zbijewskiego (skrzyżowanie ulic 71 Pułku Piechoty, Papieża Jana Pawła II i Grabowskiej)
- im. „Książąt Mazowieckich” (skrzyżowanie ulic rtm. Witolda Pileckiego (przed zmianą nazwy Bolesława Podedwornego), Żytniej i Generała Józefa Bema)

#### Obwodnica Zambrowa 2009–2012
Obwodnica rozpoczyna się kilka kilometrów przed zjazdem na wieś Sędziwuje i przebiega na północ od miasta. Za zjazdem na Sędziwuje i młynem wybudowany jest węzeł, ze zjazdem na DK63 (Łomża i Siedlce) i DK66 (Wysokie Mazowieckie). Następnie droga, po ominięciu miasta, krzyżuje się z obecną DK8 między Zambrowem a Wiśniewem, gdzie powstał zjazd do tych miejscowości. Obwodnica omija Wiśniewo od południa i przebiega nad trasą Wiśniewo – Ćwikły-Rupie – Kołaki Kościelne. Kilka kilometrów za Wiśniewem obwodnica włącza się w dotychczasowy przebieg DK8.

#### Komunikacja miejska w Zambrowie
Od stycznia 2019 roku w Zambrowie po 4 liniach zaczęły poruszać się autobusy darmowej komunikacji miejskiej
Linia 1 (Papieża Jana Pawła II, Białostocka, Konopnickiej, Piłsudskiego, Al. Wojska Polskiego, Magazynowa)
Linia 2 (Papieża Jana Pawła II, Białostocka, Konopnickiej, Piłsudskiego, Al. Wojska Polskiego, Wolska, Kulbata, Magazynowa)
Linia 3 (Papieża Jana Pawła II, Białostocka, Konopnickiej, SP5, 71 Pułku Piechoty, Armii Krajowej, Al. Wojska Polskiego, Magazynowa)
Linia 4 (Papieża Jana Pawła II, Białostocka, Konopnickiej, Ostrowska, Al. Wojska Polskiego, Wolska, Kulbata, Magazynowa)

## Oświata

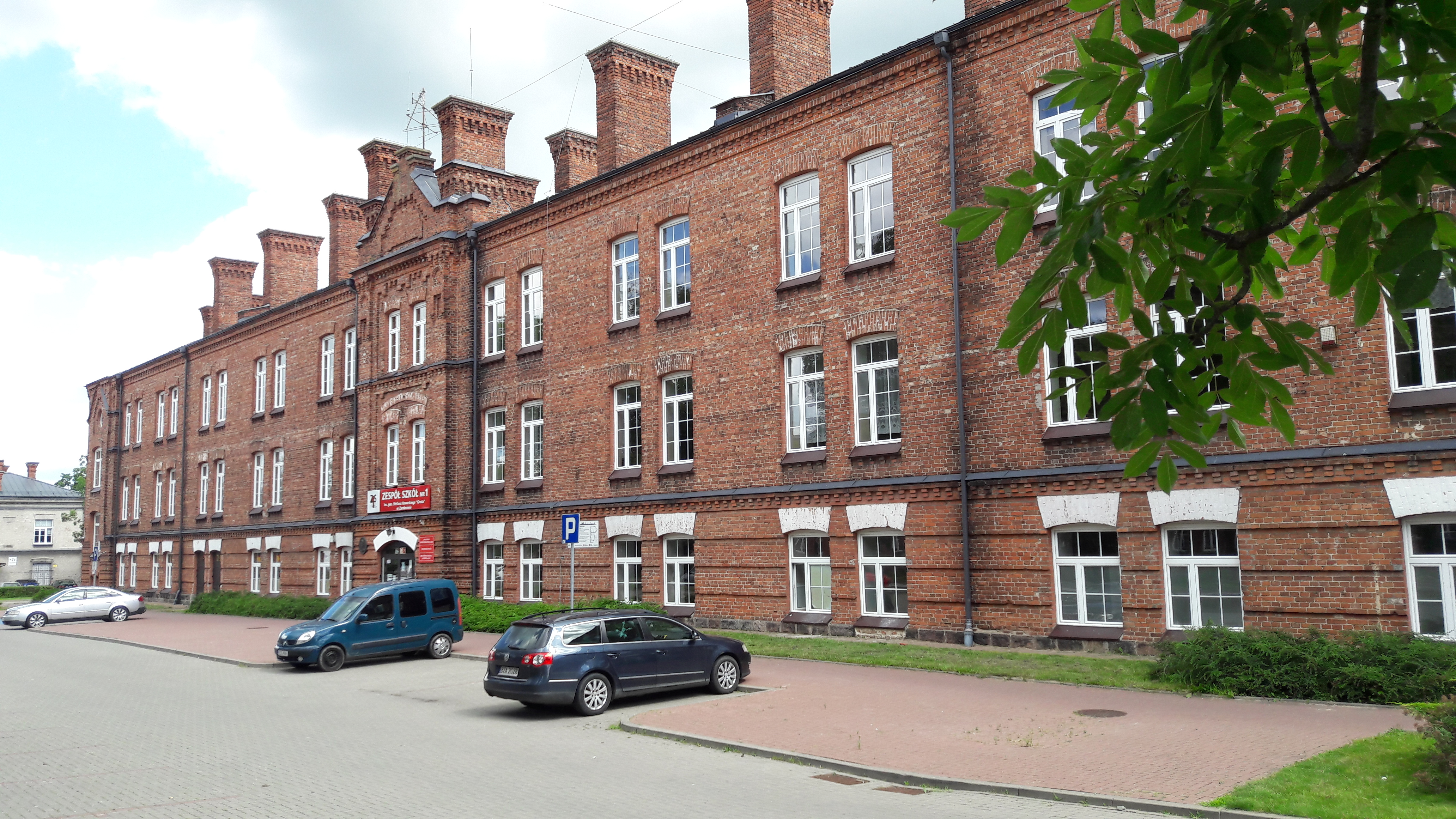
Zespół Szkół nr 1 im. Stefana Roweckiego „Grota”

### Przedszkola
- Miejskie Przedszkole nr 1 w Zambrowie – Akademia Malucha
- Miejskie Przedszkole nr 3 w Zambrowie
- Miejskie Przedszkole nr 4 w Zambrowie – Biedronki
- Miejskie Przedszkole nr 5 w Zambrowie
- Miejskie Przedszkole nr 6 w Zambrowie

### Szkoły podstawowe
- Szkoła podstawowa nr 3 im. Janusza Kusocińskiego
- Szkoła podstawowa nr 4 im. Władysława Broniewskiego
- Szkoła podstawowa nr 5 im. Mikołaja Kopernika

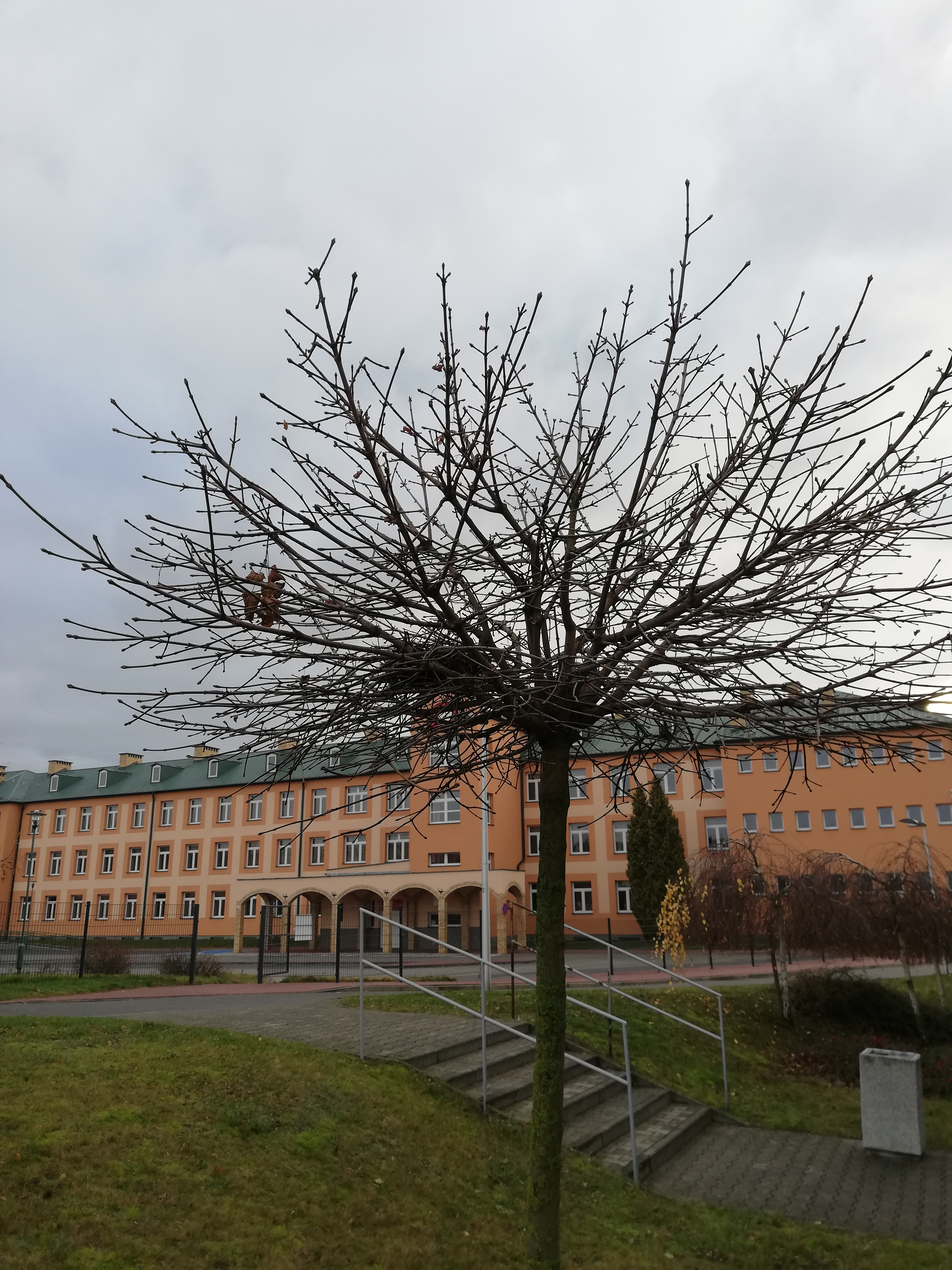
Nowa siedziba Szkoły Podstawowej nr 5 w budynku po dawnym Gimnazjum Miejskim nr 1

### Szkoły ponadpodstawowe
- Liceum Ogólnokształcące im. Stanisława Konarskiego w Zambrowie
- Zespół Szkół nr 1 im. Stefana Roweckiego „Grota” w Zambrowie
  - II Liceum Ogólnokształcące w Zambrowie
  - Technikum nr 1 w Zambrowie
  - Branżowa Szkoła I Stopnia nr 1 w Zambrowie
  - Szkoła Policealna dla Dorosłych nr 2 w Zambrowie
- Zespół Szkół Agroprzedsiębiorczości im. Szkół Podchorążych Rezerwy w Zambrowie
  - III Liceum Ogólnokształcące w Zambrowie
  - Technikum Nr 2 w Zambrowie
  - Branżowa Szkoła I Stopnia nr 2 w Zambrowie
  - Szkoła Policealna dla Dorosłych nr 1 w Zambrowie
- Zakład Doskonalenia Zawodowego w Zambrowie
  - Liceum Ogólnokształcące w Zambrowie
  - Technikum w Zambrowie
  - Liceum Ogólnokształcące dla Dorosłych w Zambrowie
  - Szkoła Policealna dla Dorosłych w Zambrowie
  - Ośrodek Kształcenia Zawodowego w Zambrowie
- Stowarzyszenie Wspierania Edukacji Ekonomicznej i Rynku Pracy w Zambrowie
  - Branżowa Szkoła I Stopnia nr 3 dla Młodzieży w Zambrowie

### Szkoły artystyczne
- Państwowa Szkoła Muzyczna I stopnia im. Witolda Lutosławskiego w Zambrowie

## Kultura

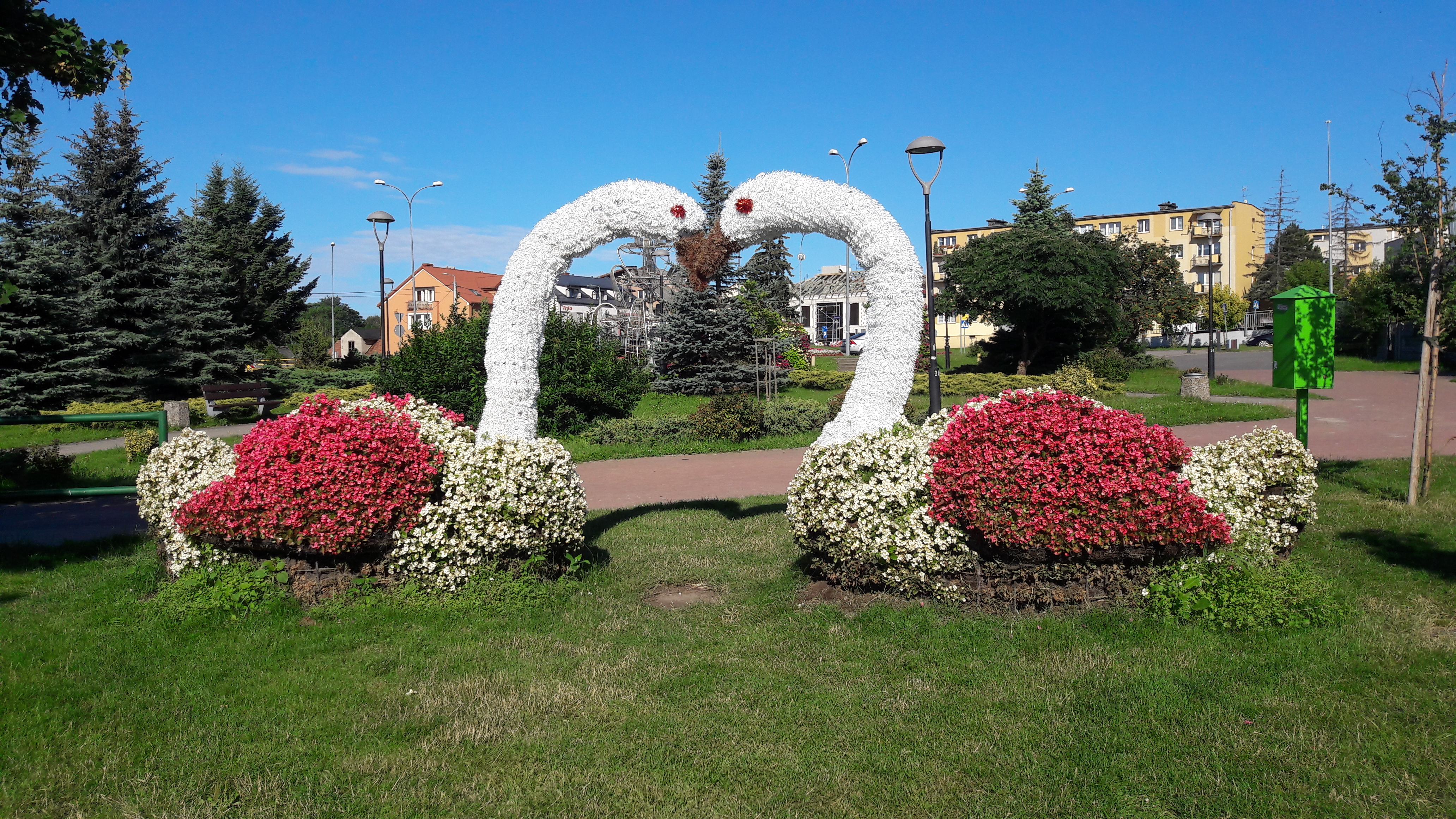
Rzeźba ogrodowa dwóch łabędzi

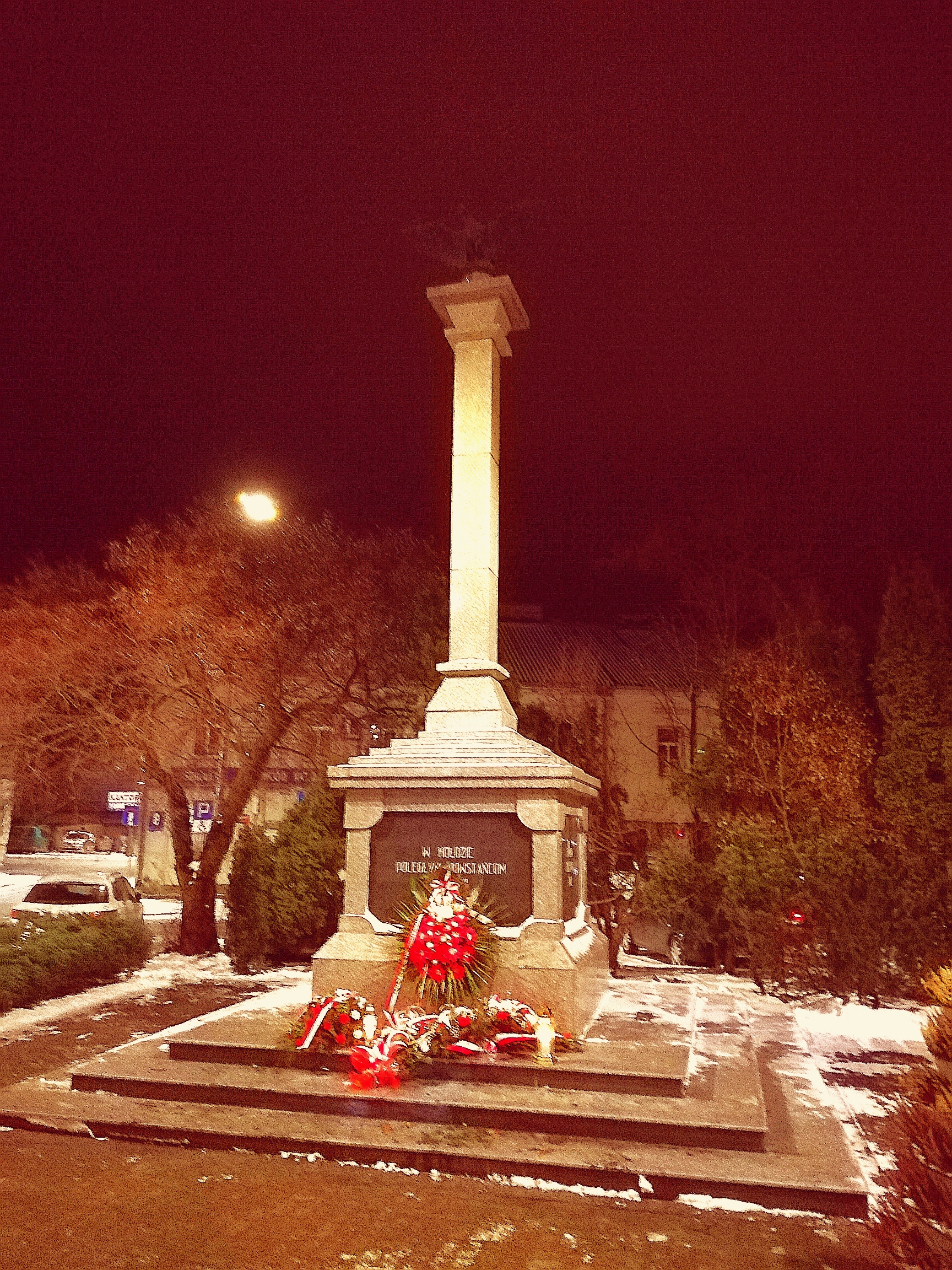
Pomnik Powstania Styczniowego na Placu W. Sikorskiego, odsłonięty w 1930 r., odbudowany w 1993 r.

### Dni Zambrowa
W Zambrowie organizowane są co roku od 13 lat „Dni Zambrowa”, podczas których odbywają się zawody sportowe oraz koncerty muzyczne. Z okazji Dni Zambrowa w mieście grały między innymi: Lombard, Ich Troje, Antonina Krzysztoń, Ryszard Rynkowski, Kobranocka, Blue Cafe, Sumptuastic, Video T.Love i Sylwia Grzeszczak.

### Muzyka
Złodzieje Rowerów
W Zambrowie powstał i działa zespół hardcore/punk Złodzieje Rowerów. Wcześniej w latach 90. miał miejsce wysyp punkowo/rockowych kapel, między innymi: HWDK Kaloryfer (później przemianowany na Dylizans), No Profits, Koziolek Matolek, Lidex Band i masa innych no name.

### Ząbry i Dukaty Zambrowskie
Od wakacji na terenie Zambrowa można było płacić w niektórych sklepach monetami okolicznościowymi: wydanymi przez Miasto Zambrów – Ząbrami i wydanymi przez Powiat Zambrowski – Dukatami. Ten specyficzne monety to nie tylko element symboliczny-okolicznościowy dla mieszkańców Zambrowa i zwiedzających miasto turystów, ale także cel wielu kolekcjonerów.

### Biblioteka
Miejska Biblioteka Publiczna – główna część zbiorów biblioteki znajduje się przy ulicy Wyszyńskiego 2 (wypożyczalnia dla dorosłych i dla dzieci), filia biblioteki (wypożyczalnia dla dorosłych i dzieci) działa przy Alei Wojska Polskiego 25. W MBP działa również bezpłatna kawiarenka internetowa, z której można korzystać w celach naukowych.

### Centrum Kultury (realizacja 2008–2011/2012)
Centrum Kultury zostało wzniesione na terenach pomiędzy Miejską Biblioteką Publiczną przy ul. Wyszyńskiego, a Miejskim Gimnazjum i Pływalnią Delfin przy ulicy Sportowej. Wjazd na parking jest możliwy od ul. Sportowej. W budynku znajduje się sala kinowo-widowiskowo-teatralna na 298 miejsc siedzących i 48 dodatkowych – w lożach, z 129-metrową sceną wyposażoną w specjalistyczne oświetlenie sceniczne. Aparatura projekcyjna umożliwia wyświetlanie filmowego materiału cyfrowego zabezpieczonego przed nieautoryzowanym wyświetlaniem (standard DCI tzw. D-cinema) oraz niezabezpieczonego (tzw. E-cinema) w technologii 2D oraz 3D. Zastosowano system okularów aktywnych XpanD i zsynchronizowano (po raz pierwszy w Polsce) dwa projektory w jednym systemie 3D. Nagłośnienie zapewnia odtwarzanie dźwięku przy zastosowaniu matrycy z procesorem DSP w standardzie 5.1 oraz konsolety Allen&Heath Ilive-112 (z liczbą tłumików 28 dla estrady) zdalnie kontrolującego pracą całego systemu oraz możliwością nagrywania ścieżki dźwiękowej.
Na parterze budynku znajduje się sala klubowo-konferencyjna oraz galeria wystaw artystycznych. Na piętrze znajdują się sale: taneczno-teatralna z lustrami i drążkami do ćwiczeń, muzyczna z wytłumieniem akustycznym, dwie pracownie plastyczne, magazynki na instrumenty, kostiumy i mundury oraz pomieszczenia administracyjno-biurowe dla personelu Miejskiego Ośrodka Kultury. W części podziemnej znajdują się pomieszczenia przeznaczone na pozostałą działalność (Regionalna Izba Historyczna) oraz pomieszczenia techniczne. Budynek posiada windę i jest przyjazny dla osób niepełnosprawnych.
Inwestycja w całości została sfinansowana ze środków budżetu Miasta Zambrów, Regionalnego Programu Operacyjnego Województwa Podlaskiego na lata 2007–2013 oraz Państwowego Funduszu Rehabilitacji Osób Niepełnosprawnych. Uroczyste otwarcie nastąpiło 21 stycznia 2012 roku.

## Turystyka
Atrakcje

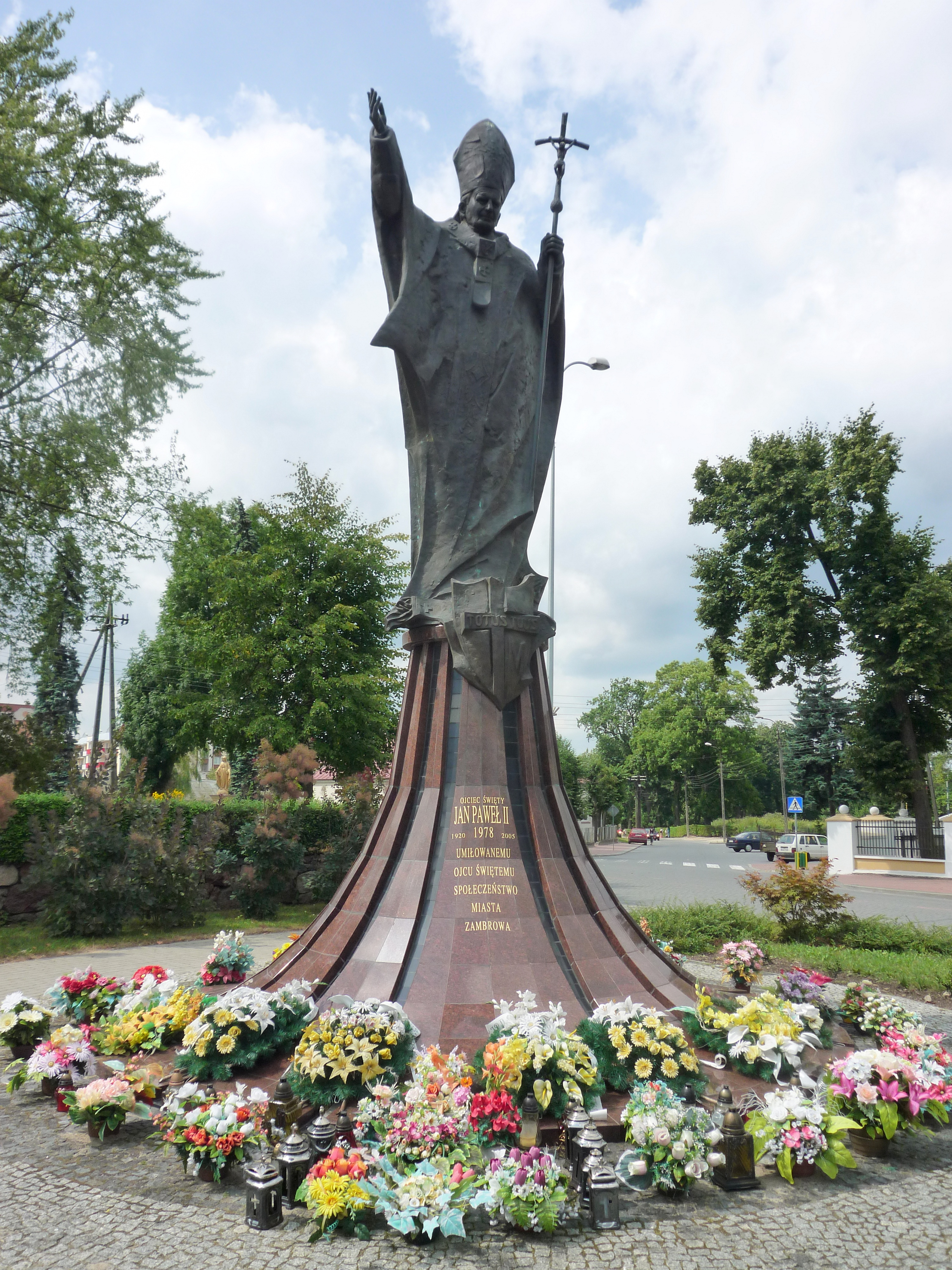
Pomnik Jana Pawła II przy kościele pw. Trójcy

- Pomnik żubra wykonany z brązu, nazwany przez mieszkańców miasta „Zambruś”
- Pomnik Jana Pawła II na skwerku w pobliżu kościoła pw. św. Trójcy
- Pomnik Oficera Polskiego przed Zambrowskim Parkiem Przemysłowym (utworzenie rok 2010)
- Fontanna z trzema lwami (odlanymi z brązu) w centrum Zambrowa
- Pływalnia miejska „Delfin”
- Kompleks zieleni miejskiej nad zalewem oraz park „Księży lasek”
- Regionalna Izba Historyczna w Zambrowie – utworzona została w 2000 roku. Działalność Izby polega na gromadzeniu zbiorów znalezionych na terenie miasta i gminy Zambrów, ich opracowywaniu i udostępnianiu wystaw zwiedzającym. Zobaczyć w niej można przedmioty sięgające czasów pierwotnych. Warto obejrzeć naczynia wydobyte z grobów popielnicowych oraz piękne średniowieczne dzbany. Izba otwarta jest od poniedziałku do piątku w godzinach 8.00–15.00. Zwiedzanie Izby Regionalnej jest bezpłatne. W kwietniu została zaprezentowana wystawa „Garnizon Zambrów” oraz został wydany album o tej same nazwie ze zdjęciami upamiętniającymi żołnierzy jednostek stacjonujących w Zambrowie przed II wojną światową.

Zabytki

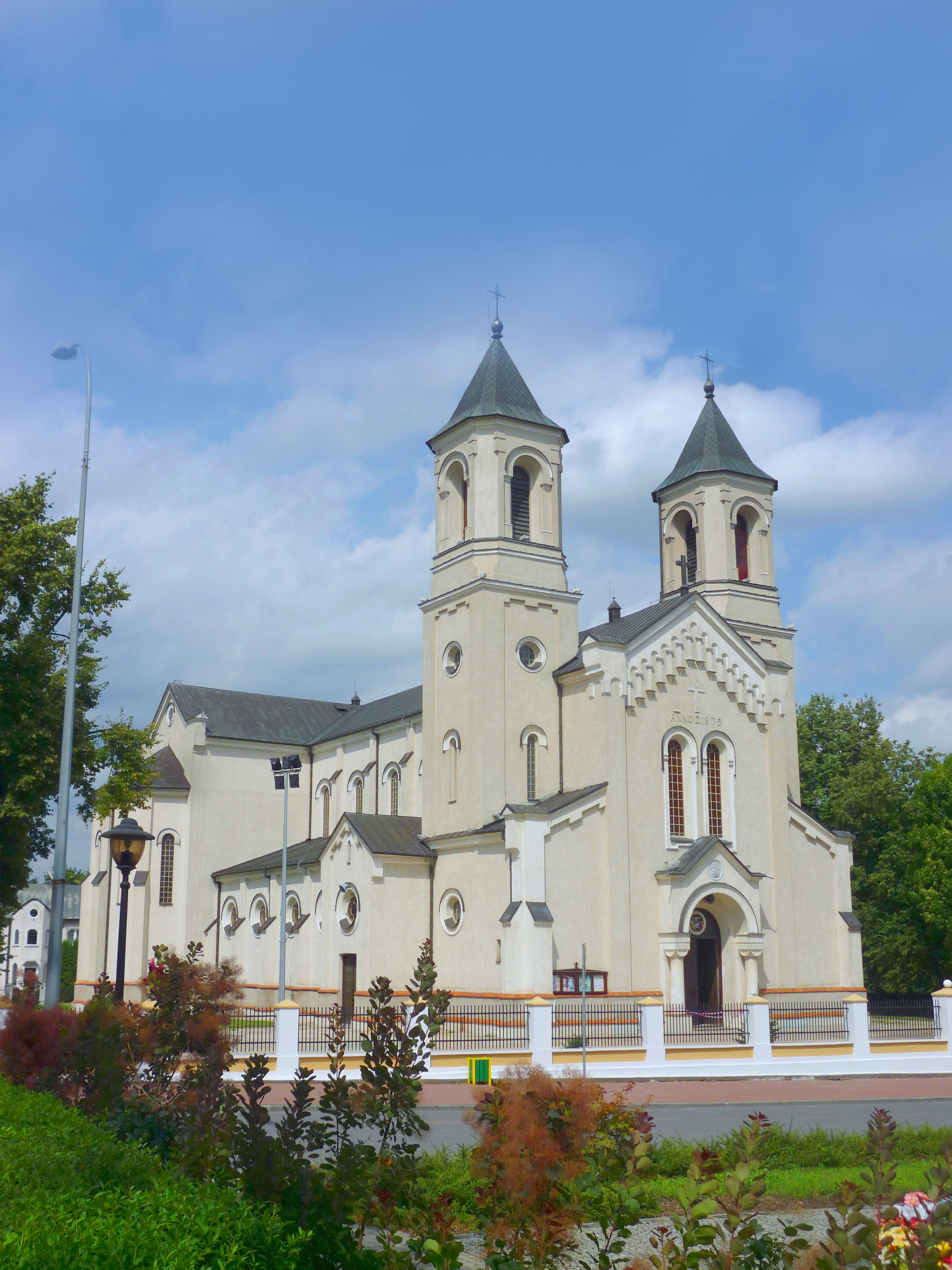
XIX-wieczny kościół parafialny pw. Trójcy Przenajśw. w Zambrowie

- Kościół parafialny pw. Trójcy Przenajświętszej, wybudowany w 1879 r.
- Cmentarz grzebalny rzymskokatolicki założony w 1795 r.
  - grób powstańców z 1863–1864 r.
  - pomnik nagrobny, wystawiony ofiarom zbrodni hitlerowskich z 1943 r.
  - Kaplica drewniana na cmentarzu grzebalnym rzymskokatolickim (rok budowy 1795).
  - Ogrodzenie cmentarza kościelnego wraz z bramą, wybudowane w początku XX.
  - Kapliczka św. Jana Nepomucena, znajdująca się w północno-wschodnim narożniku cmentarza kościelnego (pierwotnie umiejscowiona przy moście nad Jabłonką)
  - Kaplica grobowa rodziny Woyczyńskich na cmentarzu grzebalnym rzymskokatolickim (rok budowy 1870).
  - Ogrodzenie cmentarza grzebalnego rzymskokatolickiego (rok budowy 1868).
- Cmentarz grzebalny żydowski z I połowy XIX w.
- Cmentarz wojenny żołnierzy i jeńców radzieckich (z lat 1941–1944)
- Kompleks budynków wojskowych (28 budynków: koszarowe, magazynowe, gospodarcze), wybudowany w latach 1885–1900.
- Kamienice przy ul. Tadeusza Kościuszki i placu gen. Władysława Sikorskiego, wybudowane na koniec XIX i początku XX wieku.
- Dawna poczta przy al. Wojska Polskiego 16, wybudowana w początku XX w.
- Krzyż przydrożny przy drodze na Klimasze z ok. 1890 r.

## Sport

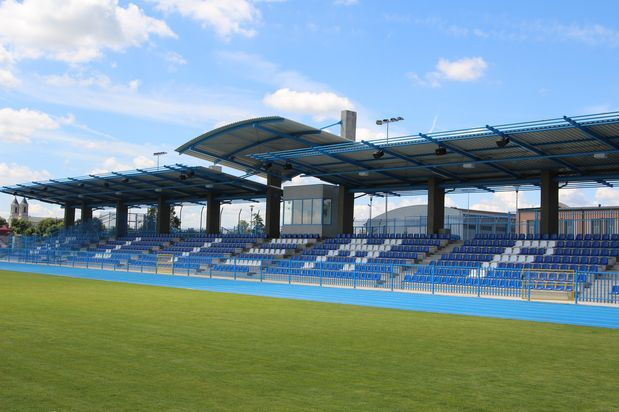
Stadion Miejski w Zambrowie

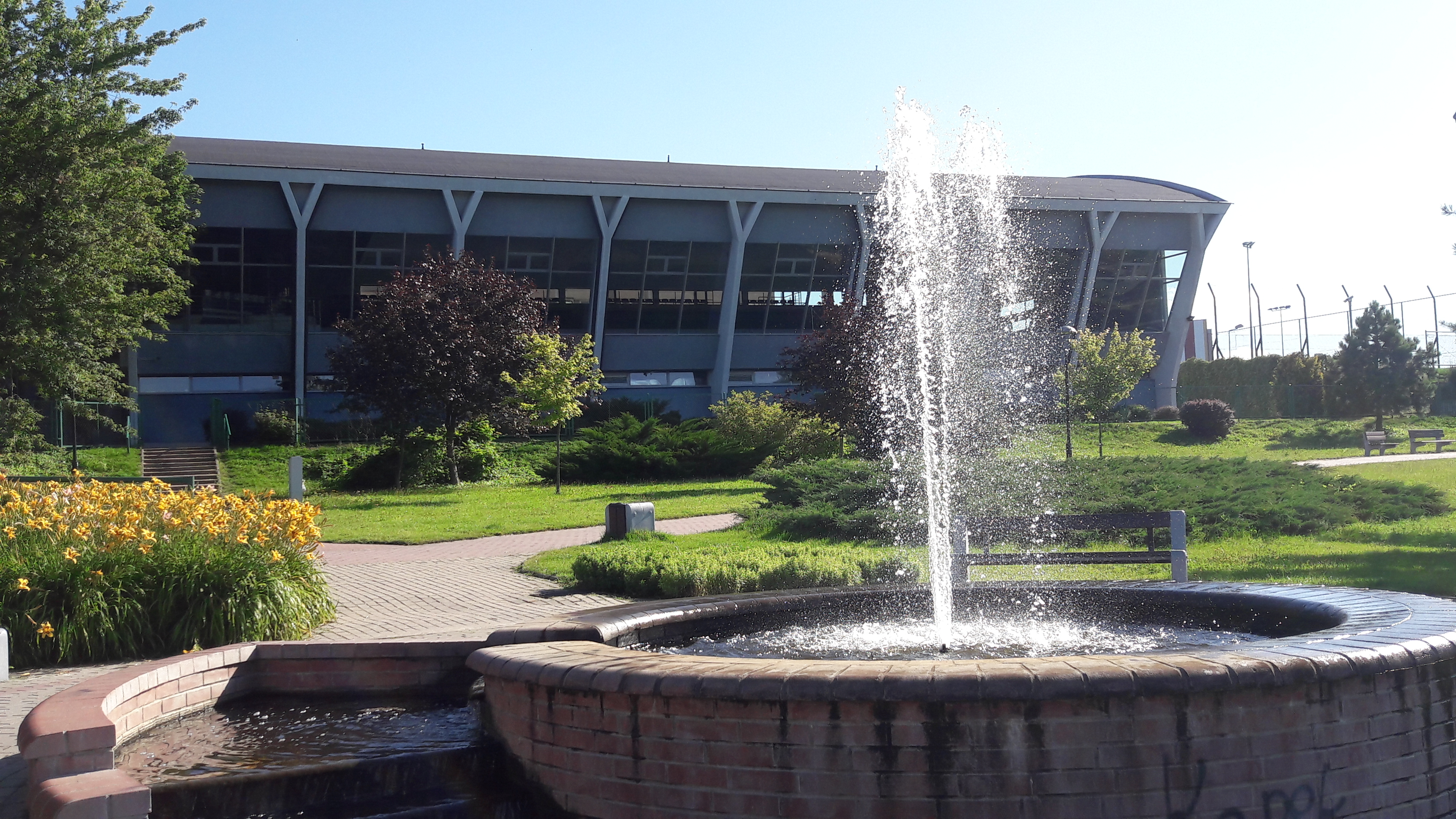
Pływalnia miejska „Delfin”

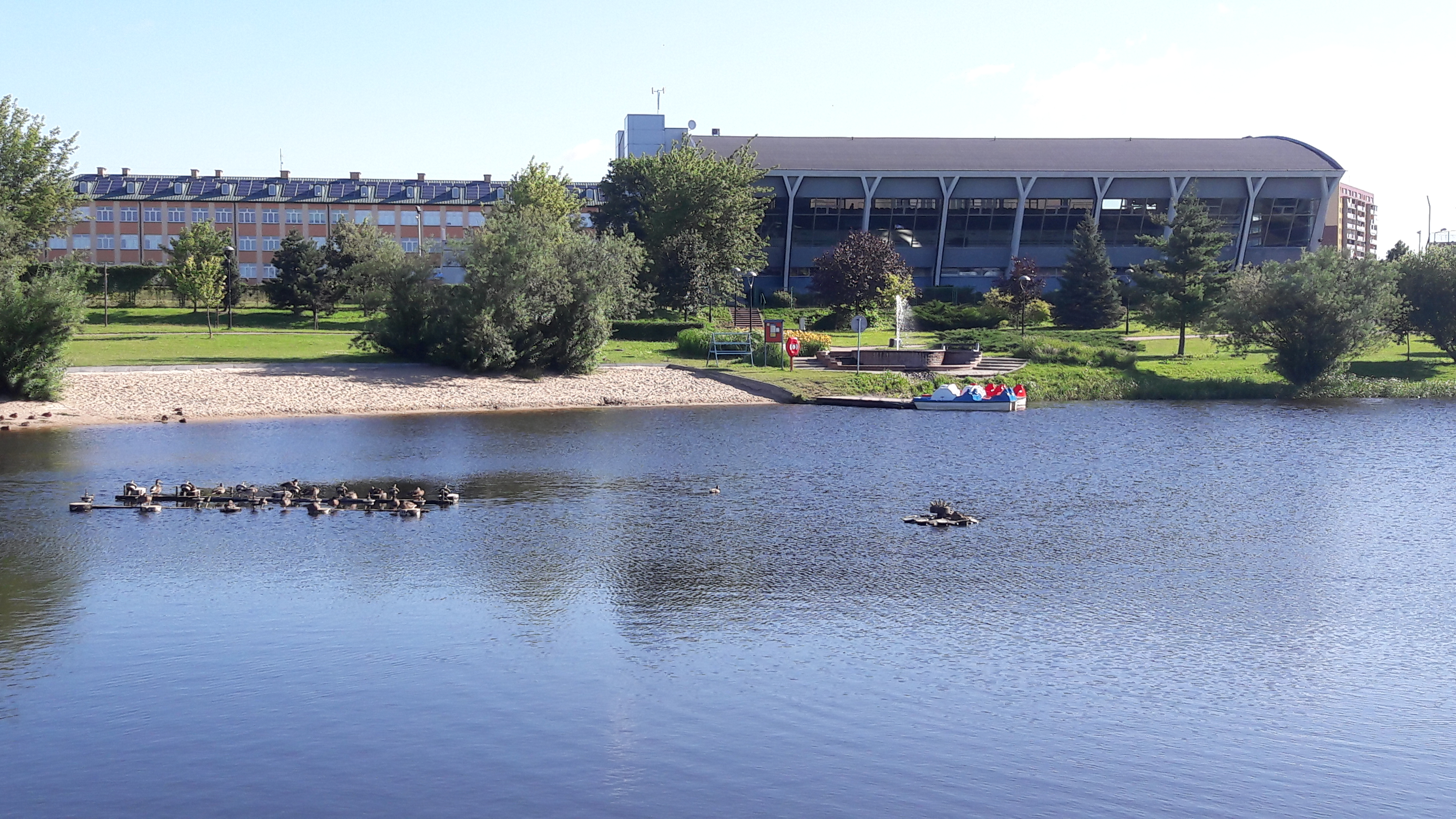
Tereny rekreacyjne w Zambrowie

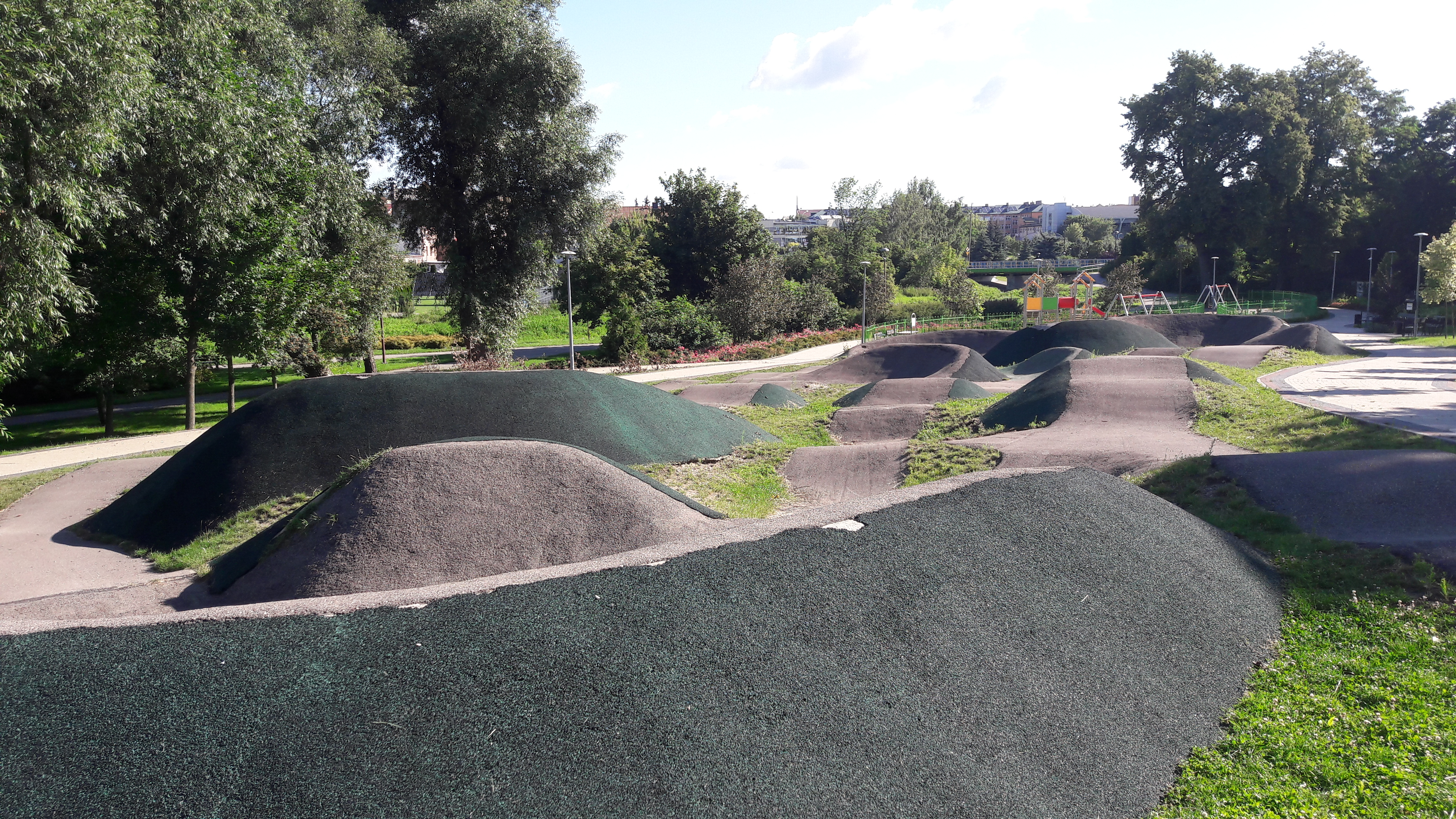
Skatepark w Parku Miejskim 'Księży Lasek'

### Piłka nożna
W Zambrowie działa założona w 1953 roku drużyna piłkarska ZKS Olimpia Zambrów, obecnie występująca w III lidze w grupie I.
Na terenie Zambrowa utworzono jeden z pierwszych w kraju kompleksów boisk w ramach programu „Moje boisko – Orlik 2012”. Znajduje się na terenach przy Szkole Podstawowej nr 3. Dnia 30 kwietnia 2010 został oddany do użytku drugi „Orlik” przy Szkole Podstawowej nr 4. Dodatkowo na „Orliku” rozgrywany jest Turniej Orlik Cup, w którym uczestniczą lokalne amatorskie drużyny.

### Koło Brydża Sportowego
Początki tego sportu w Zambrowie datuje się na rok 1957, wtedy to zorganizowano pierwszy turniej.
Szczególne triumfy zambrowscy brydżyści odnosili na początku lat 90., kiedy to grali w III lidze, pod nazwą ZKZ Zambrów.
Dzisiaj spotkania mają zdecydowanie charakter rozrywkowy, a na zambrowskie turnieje par przychodzi zwykle od 20 do 24 graczy.

### Sztuki walki
- Oyama Karate

Od kilku lat w Zambrowie działa Mazowiecko-Podlaski Klub Oyama Karate. Członkowie klubu poznają tajniki sztuki walki karate.
Właśnie z Zambrowa pochodzą Wicemistrz Polski Oyama Karate Robert Gaździk oraz wielokrotny Wicemistrz Polski Oyama Karate i Mistrz Polski w Kyokushin Budokai Karate Bartosz Konopka.
- Karate Kyokushin

W Zambrowie działa Klub Karate Kyokushin. Zajęcia odbywają się we wtorki i czwartki w Bibliotece Miejskiej przy ul. kard. St. Wyszyńskiego 2, a także al. Wojska Polskiego 37 B. Jednym z instruktorów jest reprezentantka Polski Anna Kaczyńska, brązowa medalistka IX Mistrzostw Europy Open Karate Kyokushin oraz srebrna medalistka Mistrzostw Świata Kobiet Karate Kyokushin w Tokio.
Klub Sztuk Walk -KSW ZAMBRÓW
Od 2011 roku działa w Zambrowie Klub Sztuk Walk w ramach Stowarzyszenia Sztuk Walk. Zajęcia prowadzone są z zakresu sportów: K1 i MMA w Szkole Podstawowej nr 4 i nr 5. Z inicjatywy prezesa Klubu Dariusza Lubaka powstała sekcja boksu.

### Korty tenisowe
Mieszkańcy Zambrowa mogą korzystać z kortów tenisowych ceglanych położonych przy stadionie ZKS Olimpia.

### Klub Miłośników Motocykli „Żubr” Zambrów
Zaczął funkcjonować w styczniu 1999 r., kiedy to zorganizowano I Zimową Wystawę Motocykli. Do dziś skupia pasjonatów sportów motorowych, którzy organizują zloty, wystawy, pikniki oraz występują na różnych imprezach.

## Administracja
Burmistrzem jest Kazimierz Jan Dąbrowski.
Zambrów jest członkiem Związku Miast Polskich.
Mieszkańcy Zambrowa wybierają parlamentarzystów z okręgu wyborczego Białystok, a posłów do Parlamentu Europejskiego z okręgu wyborczego Olsztyn.

## Religia
- Kościół Boży w Polsce:

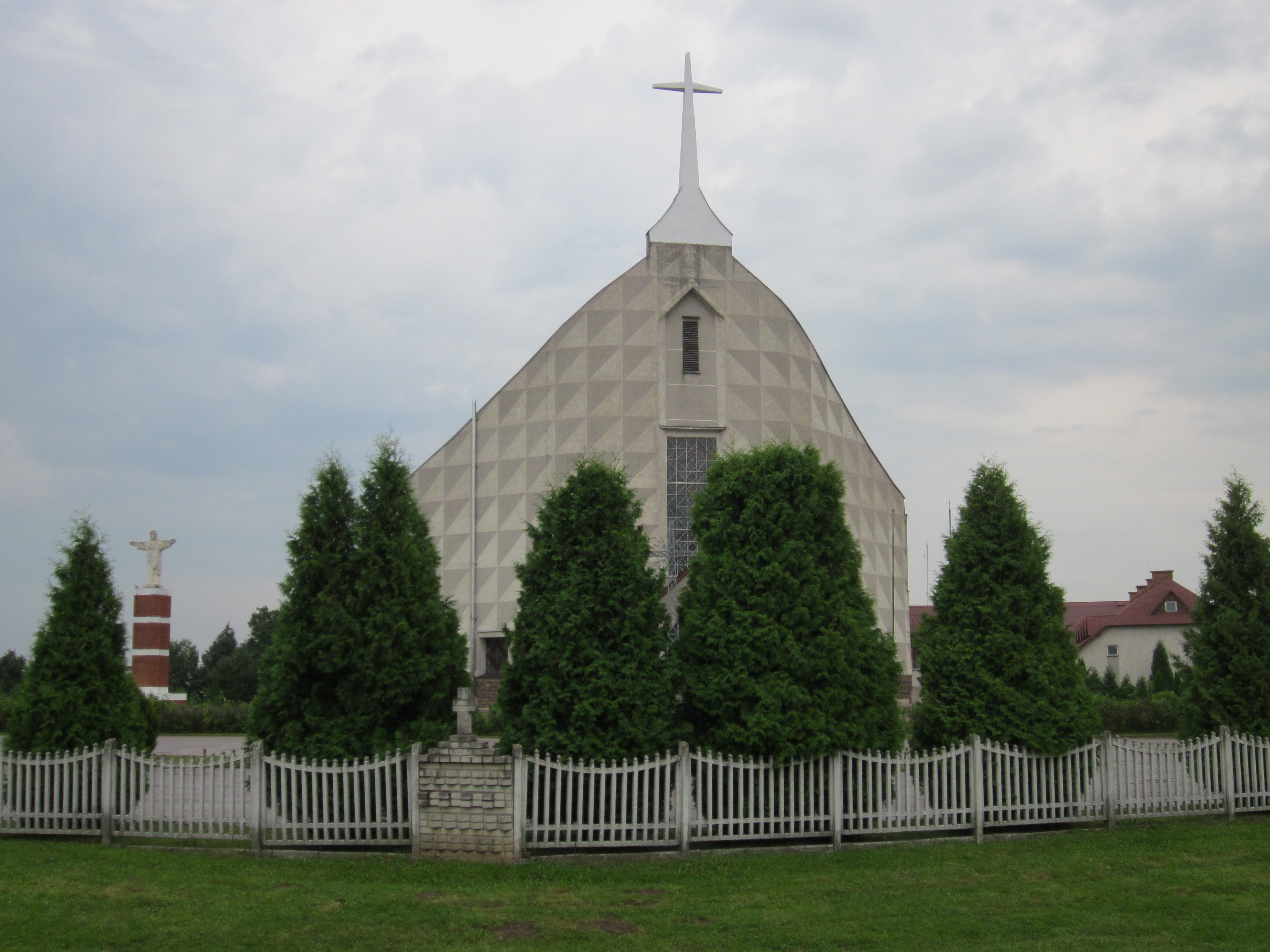
Kościół parafialny pw. Ducha Świętego w Zambrowie

  - Kościół Jezusa Chrystusa w Zambrowie[16]
- Kościół rzymskokatolicki:
  - parafia pw. Ducha Świętego (10 260 wiernych)[17]
  - parafia pw. Trójcy Przenajświętszej (8000 wiernych)[18]
  - parafia pw. św. Józefa Rzemieślnika (6050 wiernych)[19]
- Świadkowie Jehowy:
  - zbór Zambrów (Sala Królestwa ul. Magazynowa 2c)[20]

## Przyroda

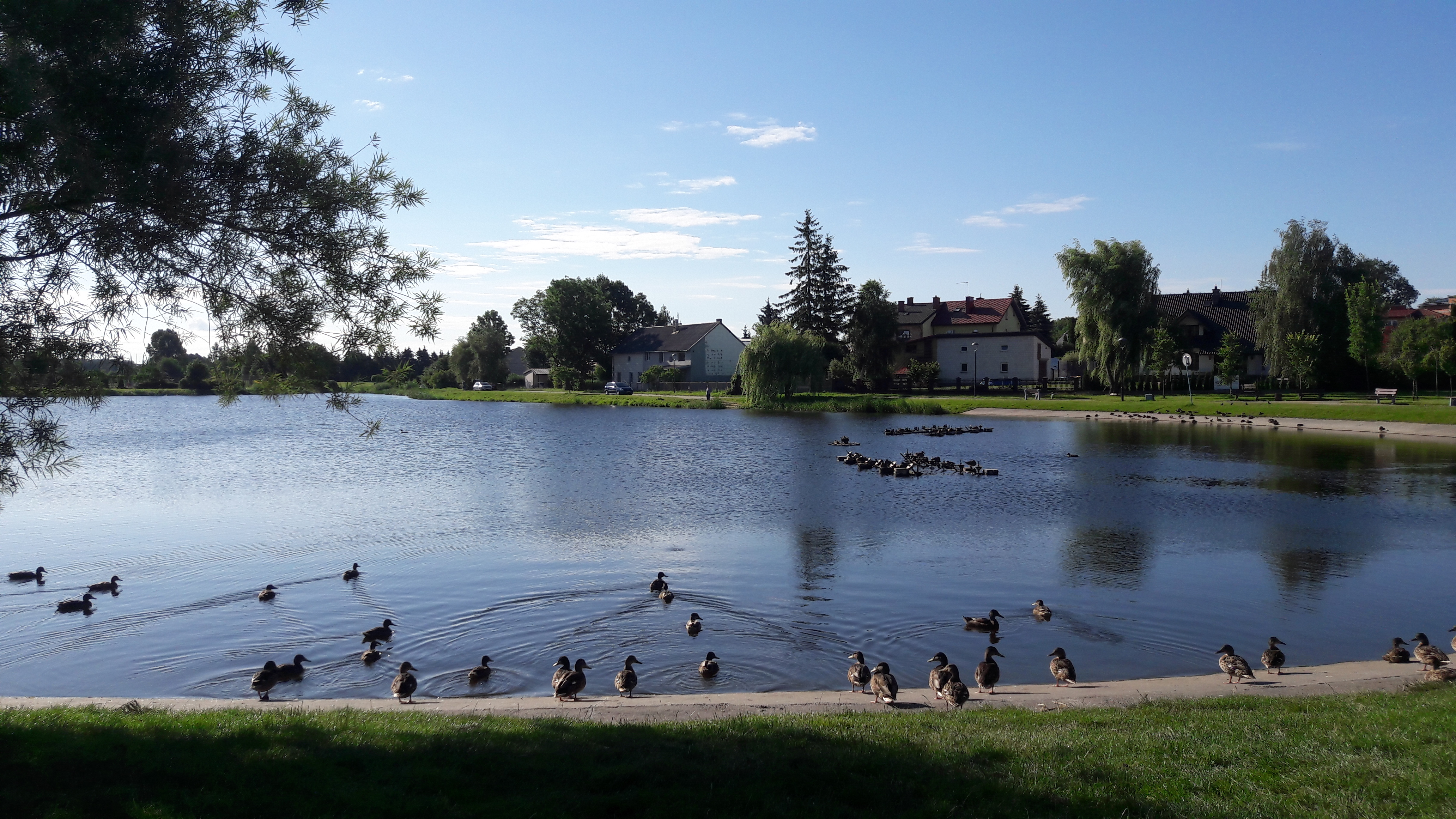
Zalew na Jabłonce

- 13 „Dębów Pamięci” – posadzone zostały w celu uczczenia pamięci polskich jeńców wojennych pomordowanych w Katyniu jako żywe pomniki historii[21].

- Miasto w bezpośrednim sąsiedztwie graniczy z:
  - Rezerwatem przyrody Grabówka
  - Rezerwatem przyrody Dębowe Góry
  - kompleksem leśnym – Czerwony Bór

## MS Zambrów

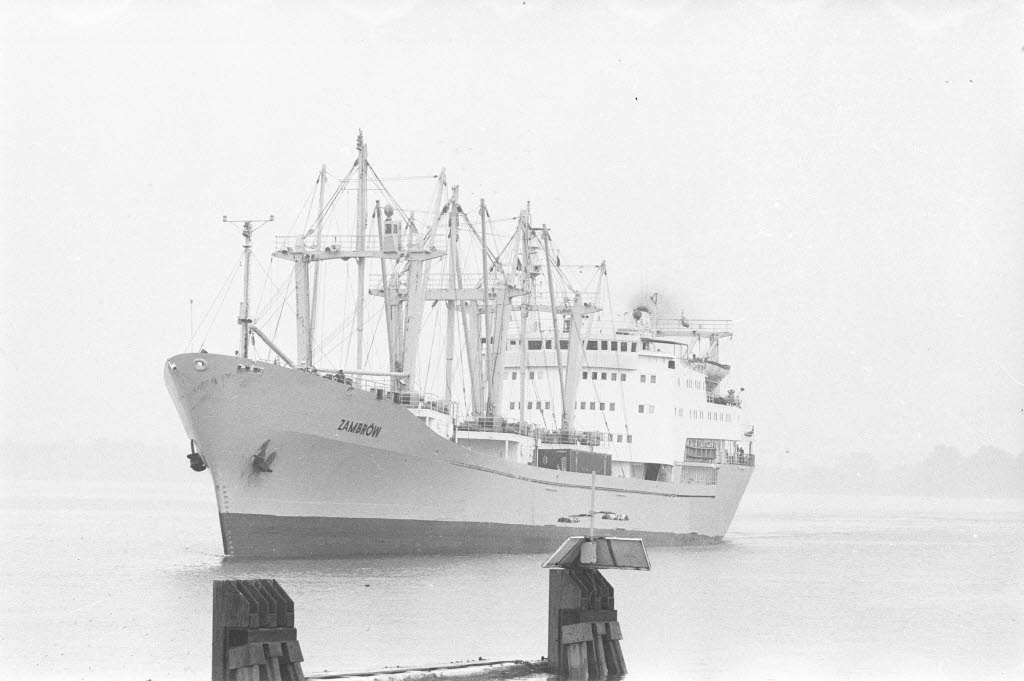
Drobnicowiec Zambrów

Polski drobnicowiec. Został wybudowany w stoczni szczecińskiej. Służył na morzu przez blisko 29 lat. Został zezłomowany w Bombaju w Indiach.

## Stowarzyszenia obywatelskie
Na terenie miasta Zambrowa funkcjonują stowarzyszenia utworzone przez zambrowian. Mają one za zadanie pomóc w rozwoju lokalnej społeczności i regionu. Należą do nich: „Towarzystwo Nasz Szpital”, Stowarzyszenie na Rzecz Edukacji, Rehabilitacji, Wsparcia Społecznego i Samorządności oraz Stowarzyszenia Wspierania Edukacji i Rynku Pracy.

## Marsz Światła
W Zambrowie w rocznicę śmierci papieża Jana Pawła II odbywa się Marsz Światła. W marszu milczenia uczestniczy kilka tysięcy mieszkańców miasta. Trasa przebiega od placu przed Zespołem Szkół nr 1 im. Stefana Roweckiego „Grota” do pomnika papieża Jana Pawła II przed kościołem Trójcy Przenajświętszej. Pod pomnikiem papieża Jana Pawła II odmawiane są krótkie modlitwy i zapalane znicze, a o godzinie 21.37 – czyli godzinie śmierci Papieża, rozbrzmiewają dzwony kościelne.

## Współpraca międzynarodowa
Miasta i gminy partnerskie:
 Visaginas (Litwa) – od 1999 roku